# Guerra civil libia (2011)

Desarrollo de la guerra alrededor de todo el país. Cuanto más anaranjada es la zona, antes fue conquistada por la rebelión. Las zonas en cuadros representan frentes y zonas reconquistadas.

La guerra civil libia, conocida también como Primera Guerra Civil Libia, fue un conflicto armado que tuvo lugar en 2011 en el país norteafricano de Libia entre fuerzas leales al coronel Muamar el Gadafi y grupos rebeldes que buscaban derrocar a su gobierno.
El conflicto comenzó mediante protestas y manifestaciones populares contra el gobierno de Gadafi, poco después de los conflictos que se habían producido en el vecino Túnez. Los grupos sublevados armados llegaron a tomar el control de algunas ciudades haciendo que el gobierno libio, llamado «yamahiriya», perdiera el control sobre áreas importantes del país lo que derivó en un enfrentamiento armado. La respuesta armada que dio la yamahiriya fue calificada por algunos países como un atentado contra los derechos civiles y la seguridad de la población civil. Esos países, principalmente pertenecientes a la OTAN y liderados por Francia,  poniendo como argumento una resolución de las Naciones Unidas, decidieron realizar una intervención que calificaron de intervención humanitaria.  El 31 de octubre de 2011, el Consejo de Seguridad de la ONU determinó por unanimidad anular la resolución que había permitido la intervención debido a la victoria rebelde.
En los primeros cuatro meses de guerra civil, según el jefe de una delegación del Consejo de Derechos Humanos de la ONU, se habrían producido entre diez y quince mil muertos en ambos bandos, constatándose casos de violencia sexual y crímenes de guerra cometidos principalmente, según fuentes de los gobiernos que apoyaban a los opositores, por las fuerzas leales a Gadafi, con cientos de protestantes civiles siendo asesinados por las fuerzas gubernamentales. También se reportarían bombardeos indiscriminados a zonas residenciales civiles por parte del gobierno durante el transcurso de la guerra. La Corte Penal Internacional emitiría una orden de arresto contra Gadaffi por estos mismos motivos.
La guerra finalizó con la derrota de los partidarios de Muamar el Gadafi, su muerte, y el control total del país por parte de los rebeldes del Consejo Nacional de Transición. En agosto de 2012 se disuelve el Consejo Nacional de Transición, iniciando la transición democrática con el Congreso General de la Nación y la fundación de la República Libia. En 2014 estalla un nuevo conflicto quedando el país dividido en diferentes zonas de influencia y sumido en la violencia en la cual los grupos yihadistas tienen una relevancia creciente.

## Contexto
En las semanas anteriores se habían llevado a cabo varias revueltas en los diferentes países árabes vecinos a Libia, primero en Túnez y más tarde en Egipto, donde los manifestantes lograron triunfar, expulsando a los gobiernos existentes dejando el poder a gobiernos que, en teoría, deberían de impulsar reformas democráticas. A esta series de protestas se las conoció como "Primavera Árabe". Las protestas se extendieron llegando el 15 de febrero (cuatro días después del derrocamiento de Hosni Mubarak, en Egipto) a Libia.
El coronel Muamar el Gadafi era el jefe de los Oficiales Libres, un grupo de nacionalistas árabes que depusieron al Rey Idris I de Libia el 1 de septiembre de 1969, en un "golpe de estado incruento". Desde ese mismo año Gadafi, autroproclamado "Líder y Guía de la Revolución", ejercía de forma ininterrumpida la jefatura del estado libio, convirtiéndose para 2011 en uno de los jefes de Estado no monárquicos con más tiempo en el poder.
Bajo el mandato de Gadafi, Libia era teóricamente una democracia directa socialista y apartidista (es decir, sin partidos políticos de ningún tipo). El estado funcionaba de acuerdo a la filosofía del Libro Verde de Gadafi, que daba al jefe de Estado una posición nominalmente ceremonial. Libia era gobernada oficialmente por un sistema de comités que servían como gobiernos locales para las subdivisiones del país, un Congreso General del Pueblo elegido indirectamente que servía como legislativo y el Comité General del Pueblo, dirigido por un Secretario General, como rama ejecutiva. A pesar de que tanto el mandatario como el resto del gobierno de Libia negaran que Gadafi tuviera cualquier tipo de poder, viéndose convertido en una "figura simbólica" tras abandonar la Presidencia en 1977, según Freedom House las anteriores estructuras eran a menudo utilizadas para asegurar el predominio del coronel, que al parecer dominaba, de facto, todos los poderes del estado.
Desde el 13 al 16 de enero, debido a la inconformidad con las demoras en la entrega de viviendas de protección social (subvencionadas por el gobierno ya que en Libia todos sus habitantes tenían derecho a de tener una vivienda) y la corrupción política, se produjeron manifestaciones en Derna, Bengasi, Bani Walid y otras ciudades libias. Una de las acciones de los manifestantes fue tomar unas 2.000 viviendas que el gobierno estaba construyendo.
Antes del 27 de enero, el gobierno había respondido a los disturbios con un fondo de inversión de 24.000 millones de dólares para proporcionar vivienda e impulsar el desarrollo. A finales de enero, Jamal al-Hajji, escritor y comentarista político opositor a Gadafi, "llamó vía Internet a que la gente se manifestara en pos de aumentar la libertad de expresión", inspirado en los levantamientos de Túnez y Egipto. Al-Hajji fue detenido el 1 de febrero por agentes de la policía y acusado el 3 de febrero por herir a una persona con su coche. Amnistía Internacional afirmó que al-Hajji había sido encarcelado por sus opiniones políticas no violentas; la verdadera razón de la detención habría sido la convocatoria de manifestaciones.

## Primeras manifestaciones e inicio de la guerra
Las primeras manifestaciones con demandas de reformas políticas y económicas contra el régimen de Gadafi, que llevaba 41 años en el poder, convocadas en Internet por un grupo de jóvenes bajo el lema «Revuelta del 17 de febrero: Día de la ira en Libia», se precipitaron con la detención el día 15 en Bengasi de Fethi Tarbel, abogado defensor de presos de conciencia acusado por la policía de haber propagado el rumor de un incendio provocado en la cárcel de Abu Salim. El choque entre policías y manifestantes que reclamaban la liberación de los presos dejó un saldo de tres muertos y 38 heridos, en su mayoría agentes de la policía.
Las manifestaciones fueron creciendo en magnitud y violencia siendo reprimidas, cada vez con mayor brutalidad, por las fuerzas de seguridad, superando en pocos días, según algunas fuentes, los cuarenta muertos. El 18 de febrero en Al Bayda, ciudad donde previamente varios manifestantes habían muerto a manos de la policía, dos agentes que trataban de dispersar a los manifestantes fueron capturados por estos y ahorcados. Las protestas degeneraron en una gran revuelta popular que se extendió rápidamente por la Cirenaica, la parte oriental del país, tradicionalmente hostil a Gadafi. Gran parte del ejército en esta zona se unió a los opositores, mientras los leales al régimen abandonaron las armas y los cuarteles.
Diversos medios de comunicación internacionales informaron de presuntas acciones de represión extrema, incluyendo bombardeos indiscriminados en las ciudades por parte de la fuerza aérea. Hacia finales de febrero algunas ciudades de la zona occidental del país cayeron también bajo el control de los contrarios a Gadafi, quedando Trípoli, la capital del país, rodeada de ciudades controladas por la oposición.
La cercanía de los opositores hizo que las fuerzas leales al régimen redoblaran sus ataques contra estas ciudades para recuperarlas, causando numerosas bajas incluso en la capital, donde también tenían lugar manifestaciones de envergadura. Los rebeldes, apoyados por soldados y políticos desertores, organizaron el Consejo Nacional de Transición con sede en Bengasi estableciendo un gobierno paralelo en las zonas fuera del dominio de Gadafi.
El ejército partidario de Gadafi, que había estado a la defensiva, empezó una ofensiva en el este y en el oeste, cambiando la situación a principios de marzo. A partir del día 5 de marzo las fuerzas del régimen consiguieron recuperar diversas ciudades principalmente en el oeste y la costa central del país. A partir de ese momento, las tropas de Gadafi tomaron la iniciativa, asediando Bengasi y Misurata, las principales ciudades bajo dominio opositor.
A nivel internacional, la crisis en Libia tuvo impacto en la economía: el euro bajó y el precio del petróleo aumentó hasta niveles superiores a los 110 dólares. Miles de libios y de ciudadanos extranjeros residentes en el país huyeron del conflicto hacia países vecinos, generando una crisis humanitaria.
La mayoría de los gobiernos occidentales manifestaron de inmediato un fuerte rechazo al gobierno de Gadafi y sus medidas represivas, exigiendo su renuncia. La Liga Árabe suspendió la membresía de Libia y apoyó el establecimiento de una zona de exclusión aérea contra dicho gobierno.

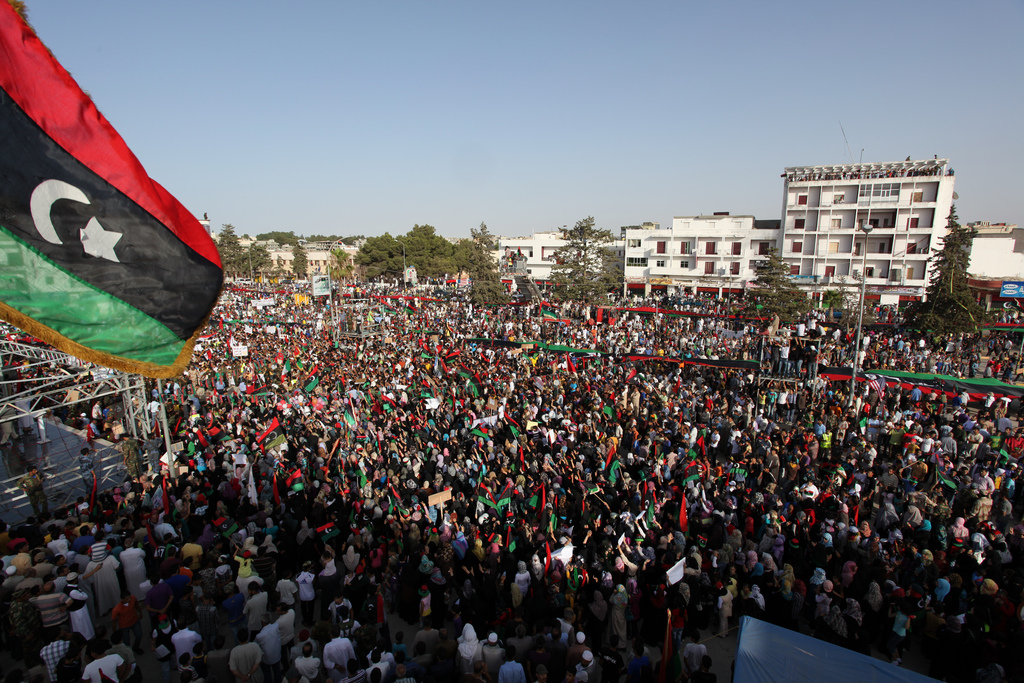
Manifestaciones en Al Bayda a favor de la rebelión.

El 26 de febrero de 2011, el Consejo de Seguridad de las Naciones Unidas emitió la Resolución 1970 advirtiendo a Muamar el Gadafi que los medios de represión empleados podría considerarse como crímenes de lesa humanidad. Al mismo tiempo la resolución imponía sanciones al gobierno libio y sus dirigentes. El 17 de marzo de 2011 el Consejo de Seguridad mediante la Resolución 1973 declaró el establecimiento de una zona de exclusión aérea autorizando a los Estados miembros de la ONU el uso de «todas las medidas que sean necesarias» para proteger a la población civil de Libia, con exclusión expresa del uso de fuerzas de ocupación en cualquier lugar del territorio.

## Desarrollo de la guerra

Antigua bandera de Libia, utilizada desde la independencia en 1951 y hasta la revolución del pueblo libio en 1969, fue usada por la oposición y restituida como bandera nacional en 2011 como un símbolo de la resistencia y oposición a Gadafi.

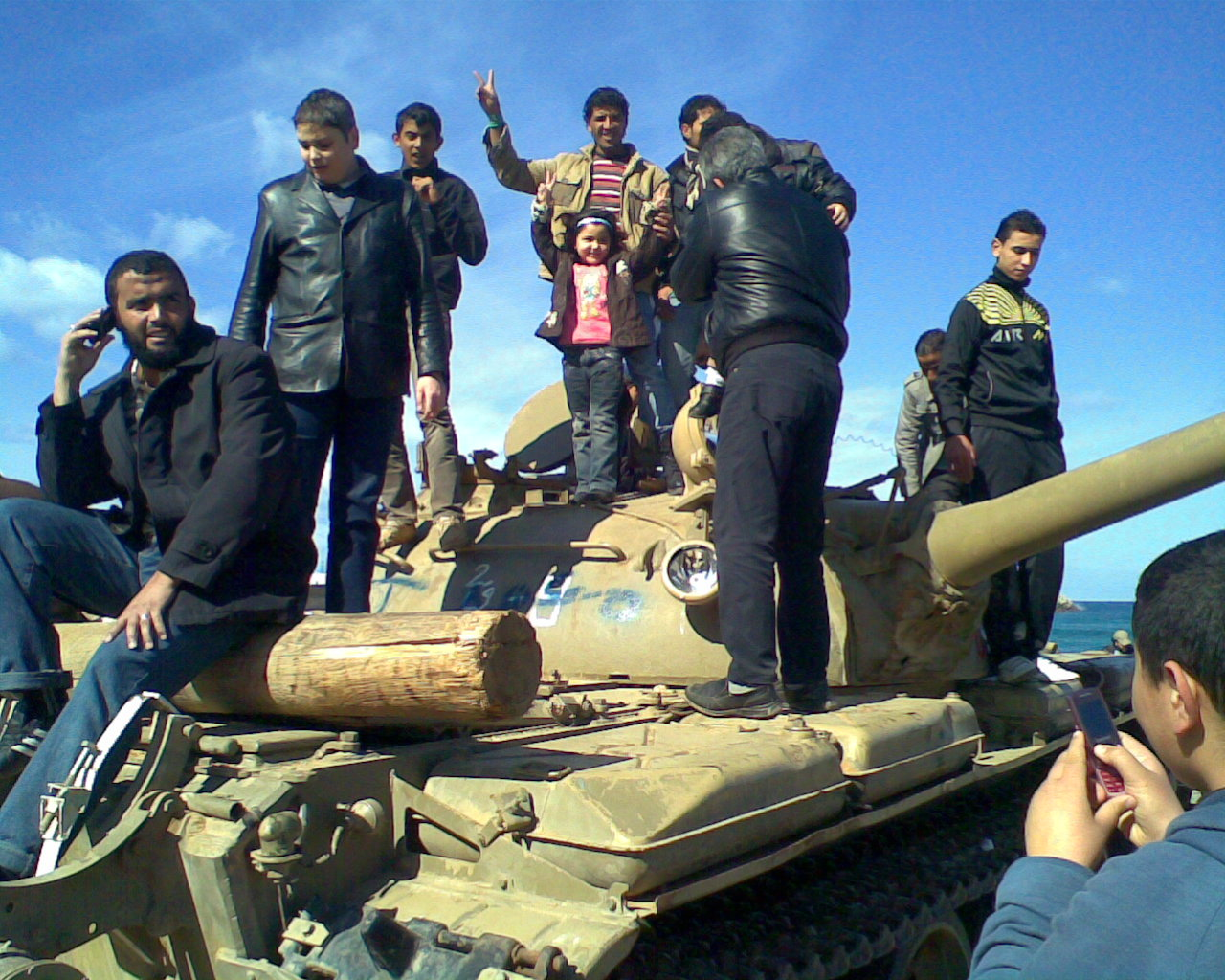
Civiles sobre un tanque el 23 de febrero de 2011 en Bengasi.

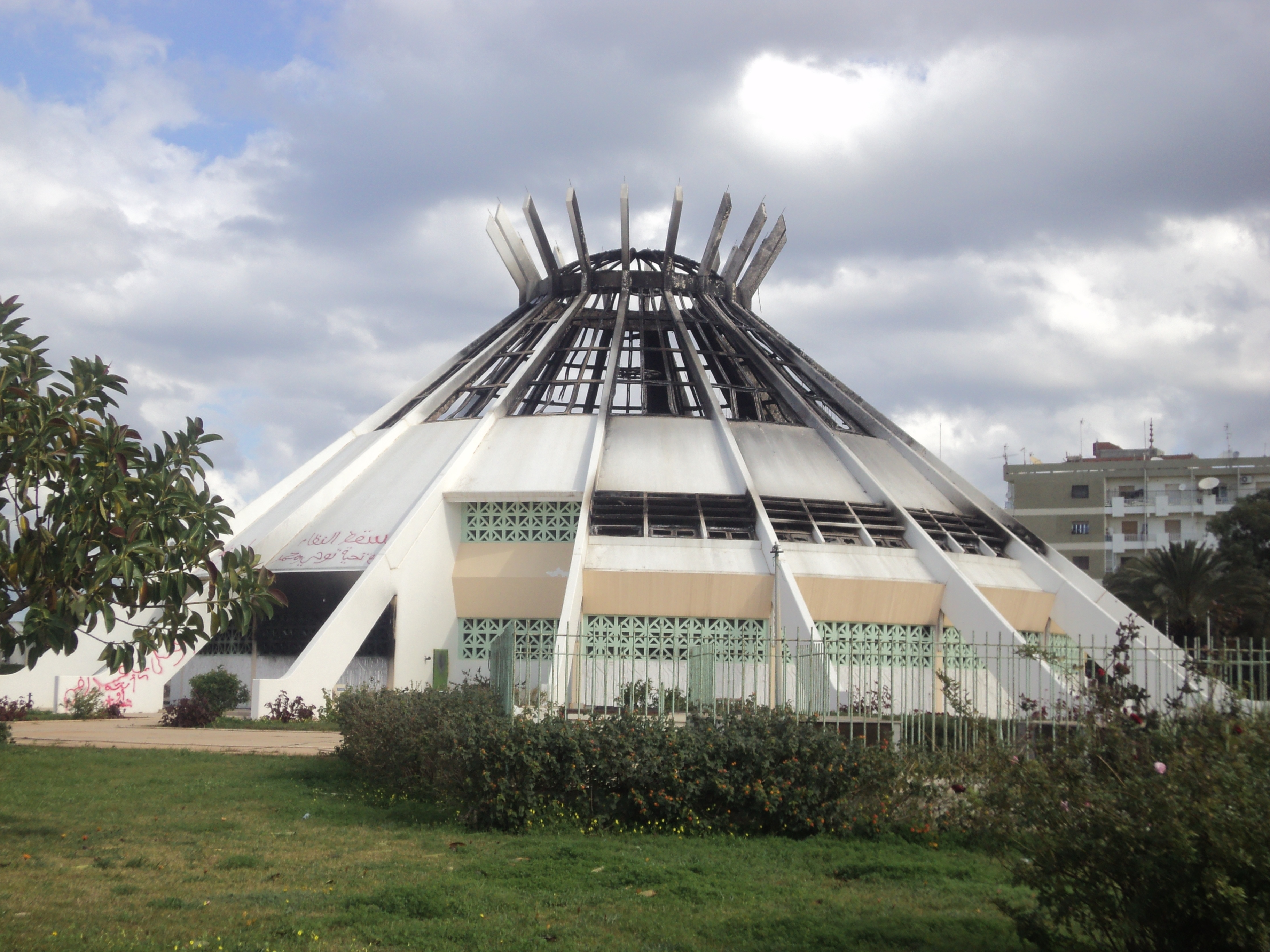
Oficina del Comité Revolucionario de la Yamahiriya (pro-Gadafi) en Bengasi después de haber sido incendiado.

### Extensión y desarrollo de la insurrección (del 17 al 26 de febrero)
Entre el 17 y 19 de febrero de 2011 miles de ciudadanos salieron a la calle en Libia. Los manifestantes se hicieron con el control de la ciudad de Bengasi, donde se creó la Coalición 17 de febrero como gobierno provisional del país. Se calcula la muerte de 173 personas en la represión de las manifestaciones que cobraron fuerza en Trípoli.
El 20 de febrero de 2011, Estados Unidos, La Unión Europea y la Liga Árabe pidieron a Muamar el Gadafi el fin de la violenta represión contra los manifestantes, mientras el hijo de este, Saif al Islam Gadafi, acusó a terceros países de intervenir en las protestas para perjudicar a Libia.
El 21 de febrero de 2011 los manifestantes en Trípoli incendiaron la sede central del Gobierno, el Salón del Pueblo, y el edificio que alberga el Ministerio de Justicia. Se calcula que pudieron haber muerto al menos 61 personas ese día en los enfrentamientos entre fuerzas de seguridad y manifestantes en la capital, además varios políticos y militares desertaron poniéndose de lado de los manifestantes en contra de Gadafi, entre ellos el ministro de Justicia y la delegación libia en la ONU. Las protestas provocaron un aumento en el precio del petróleo que alcanzó su precio más elevado desde 2008. Muamar el Gadafi aseguró en televisión:

«Moriré como un mártir hasta el final».
Muamar el Gadafi

La rebelión popular contra el régimen de Gadafi, que llevaba ya varios días produciéndose, se convirtió en un conflicto militar, calificado por algunos medios como una guerra civil, cuando se informó que la aviación leal al régimen había bombardeado a los manifestantes opositores en la capital Trípoli causando al menos 250 muertos mientras unidades del Ejército se sublevaban uniéndose a los rebeldes en la ciudad de Bengasi, para combatir junto con los rebeldes contra las unidades de élite leales al régimen. El mismo día se difundieron y desmintieron informaciones según las cuales Gadafi había huido de Libia rumbo a Venezuela.
El 22 de febrero el ministro del Interior, Abdul Fatah Younis, anunció su dimisión, sumándose a las protestas y reclamando la marcha de Muamar el Gadafi. Ese mismo día Daniel Ortega, presidente de Nicaragua, mostró su apoyo a Gadafi en caso de una guerra armada siendo así el primer país en apoyar abiertamente al régimen de Gadafi. El país se acercó más al caos cuando Gadafi amenazó con eliminar a los rebeldes, a los que calificó de "ratas", en un discurso transmitido por televisión.
El 23 de febrero el exministro de Justicia, Mustafa Abdel Jalil, aseguró que Muamar el Gadafi fue quien ordenó el atentado terrorista de Lockerbie en 1988 que causó la muerte a 270 personas. Algunos pilotos militares desertaron para evitar cumplir las órdenes de disparar contra la población civil y varios ministros, embajadores y líderes religiosos abandonaron a Gadafi. Se consolidó también el control de las fuerzas rebeldes sobre las regiones del este del país, mientras Gadafi y sus leales se atrincheraban en Trípoli en una nueva escalada del conflicto.
El 24 de febrero de 2011, Muamar el Gadafi aseguró que las revueltas estaban siendo fomentadas por Al Qaeda, y que Osama bin Laden estaba distribuyendo drogas a los jóvenes libios. La Unión Europea dijo estar preparando una intervención militar en Libia con el fin de evacuar a los cerca de 5000 ciudadanos europeos que se encontraban en el país. En el desarrollo del conflicto las milicias rebeldes siguieron avanzando, extendiéndose también al oeste de Libia y avanzando hacia la capital en dos frentes desde el oeste y el este. En las ciudades ocupadas por los rebeldes se formaron gobiernos municipales provisionales y en Bengasi el gobierno local nombró a un oficial de alto rango para que comandase a las fuerzas antigubernamentales de la ciudad. Pero Gadafi no daba señales de rendición y, por el contrario, envió tropas leales a recuperar las ciudades rebeldes del oeste más cercanas a Trípoli librándose sangrientos combates con los alzados. Entretanto los rebeldes del este organizaron sus unidades bajo un solo comando para marchar sobre Trípoli y ayudar a los rebeldes del oeste.
El 25 de febrero de 2011 por la mañana, Gadafi ofreció beneficios económicos a través de la televisión pública, en la cual aseguró que cada familia recibiría 500 dinares (unos 290 euros) y que los funcionarios públicos tendrían un aumento de sueldo del 150%. Sin embargo, varios enfrentamientos violentos estallaron en diferentes puntos de la capital poco después del rezo del mediodía. Los leales a Gadafi se enfrentaron a los manifestantes en varios barrios de la capital, algunos de los cuales podrían haber acabado en manos de los opositores, según los mensajes enviados por internautas en Trípoli a través de redes sociales. Periodistas de la cadena TeleSUR, Caracas (Venezuela) pudieron constatar disturbios y enfrentamientos al este y al oeste de Trípoli y "muchísimo despliegue de la policía, sobre todo hacia la zona del puerto". Testigos en Trípoli aseguraron a varias agencias internacionales y televisiones árabes que las tropas de Gadafi habían abierto fuego contra los fieles que se congregaban en los exteriores de las mezquitas, provocando «muchos, muchos muertos». Ya por la tarde, el mandatario se dirigió a sus seguidores desde la muralla de la plaza Verde para decirles que:

«La gente que no me ama, no merece vivir».[cita requerida]

La prensa internacional señaló que el coronel Gadafi reprimía con gran dureza las manifestaciones empleando mercenarios y ataques aéreos, retrasmitidos por la cadena árabe Al Yazira. Según declaraciones de la Federación Internacional por los Derechos Humanos con fecha de 25 de febrero, desde el inicio de la rebelión se habrían producido ya 640 víctimas mortales a consecuencia de la represión, entre ellas 130 militares ejecutados en Bengasi por negarse a disparar contra la población, si bien el balance oficial reducía el número de víctimas a 300 muertos. Como responsables de estas muertes se señalaron grupos de élite leales al gobierno y mercenarios extranjeros procedentes de Chad.
También el 25 de febrero, Saif al Islam Gadafi pidió a la Unión Europea que enviase una misión a Libia para desmentir los informes de prensa sobre las atrocidades. Gadafi reapareció en una masiva manifestación de sus leales en Trípoli y en tono desafiante juró derrotar a sus enemigos, mientras arengaba a sus hombres diciendo que su régimen era "la verdadera Revolución, la Revolución Verde". A pesar del tono de los discursos de Gadafi, las protestas y manifestaciones se extendieron a las calles de la capital y las fuerzas de Gadafi fueron acusadas de disparar indiscriminadamente contra manifestantes opositores y civiles, aunque eso no habría podido frenar el empuje de las tropas rebeldes que tomaron posiciones en los barrios de Trípoli. Algunas informaciones hablaron de insurreciones en la principal base militar aérea del país, situada en Trípoli, así como de la defección de otras fuerzas militares y policiales, y del fiscal general quienes también se habrían unido a la rebelión estrechando el cerco sobre Gadafi, quien habría perdido el control de importantes instalaciones petroleras.
El 26 de febrero Trípoli amaneció con una relativa calma después de una noche de combates, mientras los rebeldes aseguraban controlar zonas de la capital, aunque Gadafi y sus fuerzas mantenían el control de al menos el centro de la ciudad. Entretanto un general de brigada sublevado al frente de las fuerzas rebeldes en el este de la nación, afirmó desde Bengasi que los rebeldes acumulaban fuerzas y se organizaban para lanzar un asalto definitivo contra Trípoli. El general alzado en armas hizo también un llamamiento al resto del ejército a unirse a la revolución contra Gadafi y marchar contra sus fuerzas en Trípoli. Otro general unido a la rebelión declaró que esperaba una feroz resistencia de Gadafi y que este "quemará Libia antes de perder el poder". En el transcurso del día los habitantes de varios barrios pobres de Trípoli se alzaron contra Gadafi y protagonizaron duros enfrentamientos con las fuerzas leales; finalmente las fuerzas de Gadafi se retiraron de algunas de estas zonas de la capital dejándolas en manos de los opositores. Mientras tanto, el exministro de Justicia de Gadafi, que había dimitido días atrás para pasarse a la rebelión, anunció la formación de un gobierno provisional de unidad nacional integrado por civiles y militares con sede en Bengasi hasta la liberación de Trípoli. Este gobierno debería encargarse de dirigir el país tras la salida de Gadafi hasta la celebración de elecciones democráticas.
El mismo día 26, Gadafi -atrincherado en su residencia en Bab al-Azizia- hizo un llamamiento a sus partidarios a "ir casa por casa para aplastar a los manifestantes", en tanto se aseguraba que los rebeldes dispondrían de 10 000 voluntarios entrenados para formar las nuevas fuerzas armadas de la revolución.

### Formación del Consejo Nacional de Transición y dirección de la revolución desde Bengasi
El 27 de febrero se formó en Bengasi un Consejo Nacional de Transición encargado de las tareas de gobierno en la zona rebelde, fusionando dos órganos provisionales, el consejo nacional libio y el gobierno provisional del antiguo ministro de justicia Mustafa Abdul Jalil
El 28 de febrero. Muamar el Gadafi, declaró a la BBC y a otras agencias internacionales de noticias que todo su pueblo lo amaba y negó que se hubieran producido protestas en Trípoli. El coronel Gadafi aseguró que su pueblo moriría por protegerlo. Además, se burló de las propuestas para que abandonase el país y afirmó sentirse traicionado por los dirigentes que le habían pedido la renuncia.
El 2 de marzo de 2011, fuerzas leales a Gadafi intentaron recuperar el control de la estratégica ciudad de Brega, la segunda ciudad más importante en poder de los rebeldes en ese momento, fracasando en el intento mientras los líderes de la revuelta se dirigían a la ONU solicitando la aprobación de una zona de exclusión aérea. También se produjeron enfrentamientos en Gharyan, a 40 kilómetros al sur de Trípoli, y en Sabratha, a unos 40 kilómetros al este de la capital.
Muamar el Gadafi alertó ese mismo día de que si la Organización del Tratado del Atlántico Norte (OTAN) o los Estados Unidos invadían su país, se generarían "miles de muertos", anunciando que defendería categóricamente la soberanía y condenando todo intento de intervención extranjera.

### Contraofensiva de las tropas leales
Las tropas leales pasaron a la ofensiva el 5 de marzo, luchando para recuperar Zauiya (Véase Primera Batalla de Zauiya) y Ben Yauad, tomada ese mismo día. Los días posteriores se centraron en la conquista de Zauiya y Ras Lanuf.
Desde el día 9 y hasta el 11 de marzo los combates fueron favorables para las tropas gubernamentales. El 9, tras duros combates casa por casa, las tropas leales tomaron Zauiya. El 11 tomaron el complejo petrolífero de Ras Lanuf, tras un intenso bombardeo de la aviación sobre la ciudad y apoyados por un barco de las fuerzas leales situado a un kilómetro de la carretera donde se encontraba el núcleo de la resistencia rebelde. Inmediatamente después las tropas de Gadafi bombardearon Brega, a la que entraron el día 13 de marzo.
El día 12, por su parte, la Liga Árabe dio su apoyo a la creación de una zona de exclusión aérea sobre Libia, con solo el voto en contra de Siria y Argelia, donde tenían lugar protestas democráticas en contra de sus respectivos gobiernos. Estos países, junto con Zimbabue y Bielorrusia, fueron acusados por el Consejo Nacional de Transición de ayudar al régimen de Gadafi aportando armas y mercenarios.
Fathi Terbil, miembro del Consejo Nacional de Transición, negaba el día 15 que Brega estuviera en manos de los leales:

«Las fuerzas de Gadafi disponen de medios aéreos, terrestres y marítimos, pero todo lo que conquistan por la mañana nosotros lo retomamos por la noche».
Fathi Terbil.

Además, los rebeldes contaban con aviones y pilotos en la denominada Fuerza Aérea de la Libia Libre, seguramente provenientes de los desertores del ejército que se unieron a los rebeldes al principio de la contienda. Según Terbil, dos aviones rebeldes habrían logrado bombardear a tres barcos mercantes, reconvertidos en buques de guerra, de los cuales habrían conseguido hundir dos. No obstante, y pese a algunos avances nocturnos de los rebeldes recuperando terreno perdido por el día, Al Yazira pudo confirmar el día 15 que Brega había sido abandonada por los rebeldes —después de haber cambiado varias veces de manos en los últimos días— para crear una nueva línea de resistencia en Ajdabiya.
El mismo día 15 se reunió el G8 para discutir la posible intervención militar en Libia, no alcanzándose ningún acuerdo aunque, según su comunicado, «el debate sobre la zona de exclusión aérea [seguía] abierto».
El 16 de marzo las fuerzas rebeldes y las leales continuaban luchando por el control de Ajdabiya. Los leales atacaron Zintan y prosiguieron el ataque a Misurata, atacando el sur y el oeste de la ciudad, consiguiendo los rebeldes resistir e incluso capturar tanques enemigos. La ONU por su lado pidió un cese de hostilidades por ambas partes y comenzó a preparar un proyecto de resolución para la creación de una zona de exclusión aérea.

### Intervención de la comunidad internacional
| Países participantes en intervención militar en Libia OTAN Operación Unified Protector |
| - Ataque a instalaciones militares. - Estados Unidos: Operación Odyssey Dawn. - Francia: Operación Harmattan. - Reino Unido: Operación Ellamy. - Control del espacio aéreo. - Arabia Saudita - Bélgica - Canadá: Operación MOBILE. - Catar - Dinamarca - Emiratos Árabes Unidos - España - Grecia - Italia - Jordania - Noruega - Países Bajos - Turquía |

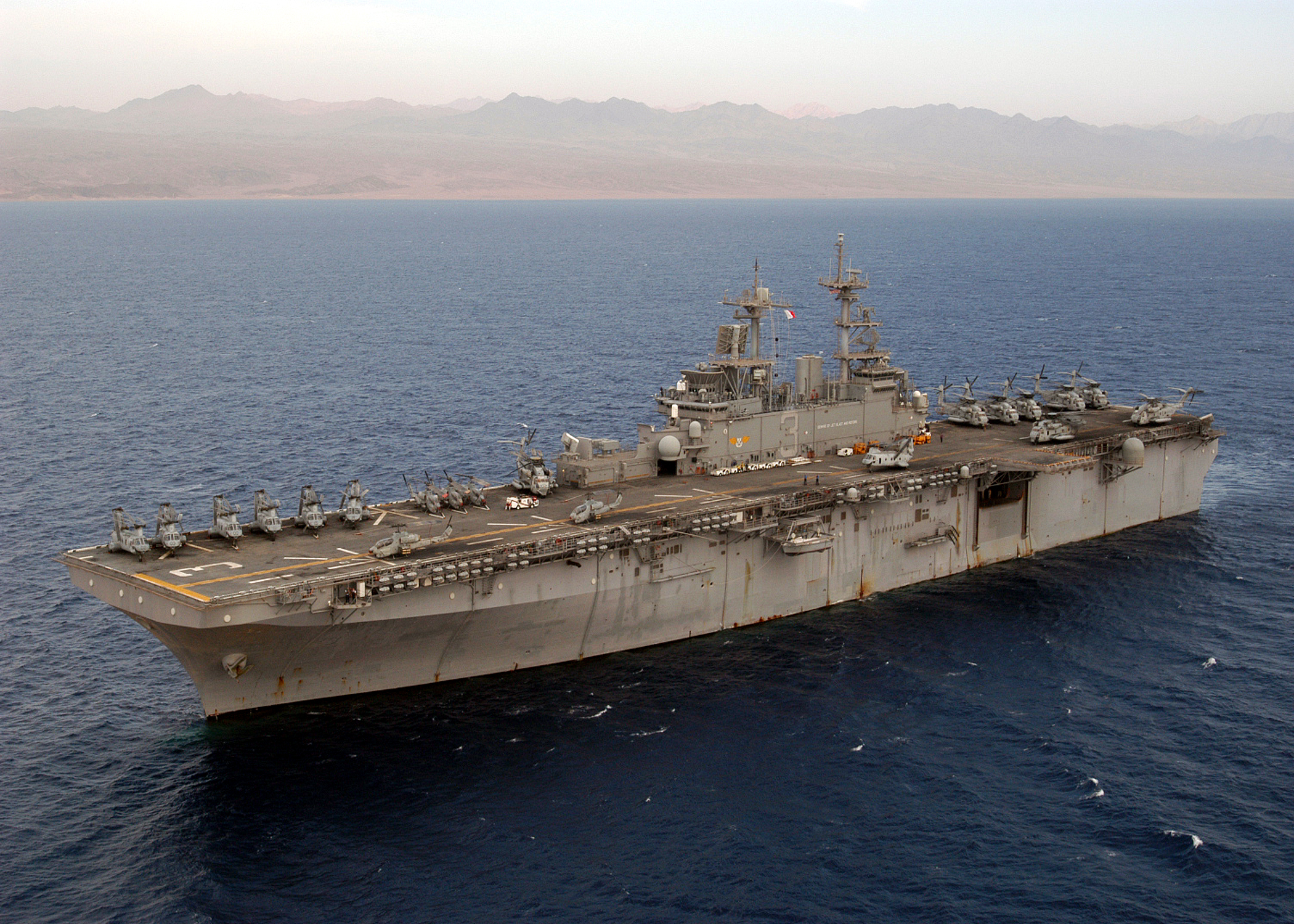
El buque de asalto anfibio USS Kearsarge.

La intervención de la comunidad internacional tuvo una larga gestación. Tras una primera propuesta formulada por Francia a la Unión Europea, el 23 de febrero, para la adopción de sanciones concretas contra el régimen libio, y la decisión del gobierno suizo de congelar las cuentas bancarias de la familia Gadafi, David Cameron llamó el 25 de febrero a la ONU a adoptar sanciones contra Gadafi por posibles crímenes contra la humanidad.
La decisión suiza fue inmediatamente seguida por Estados Unidos, Austria, Reino Unido y España, en tanto el Consejo de Seguridad de Naciones Unidas iniciaba las deliberaciones el 26 de febrero. Ya el 3 de marzo la Liga Árabe había suspendido a Libia de participar en sus sesiones y apoyado el establecimiento de una zona de exclusión aérea contra el gobierno de Gadafi.
El 17 de marzo el New York Times publicaba que Estados Unidos estaba pensando atacar por aire a los aviones, tanques y artillería pesada del ejército de Gadafi. También consideraba la posibilidad de transferir dinero de las cuentas bancarias bloqueadas de Gadafi a los rebeldes para que pudiesen comprar armas. El oficial del Departamento de Estado de los Estados Unidos William Burns dijo que el Consejo Nacional de Transición podría abrir una oficina en Washington D. C.. Ese mismo día, el Consejo de Seguridad de la ONU a propuesta de Francia, Reino Unido y Líbano aprobó el establecimiento de una zona de exclusión aérea sobre Libia por medio de la Resolución 1973.
El 18 de marzo Reino Unido y Francia comenzaron a preparar el envío de aviones para imponer la zona de exclusión aérea aprobada el día anterior por la ONU. Sin esperar a esta intervención los rebeldes atacaron a las fuerzas gubernamentales cerca de la frontera tunecina en Nalut.
La flota estadounidense en aguas del Mediterráneo que ya se encontraba preparada para iniciar el ataque, contaba con los buques de asalto anfibio USS Kearsarge y USS Ponce junto al submarino USS Providence, el buque de mando USS Mount Whitney y los destructores USS Mason, USS Barry y USS Stout.
Con objeto de ganar tiempo Gadafi anunció una tregua. Sin embargo Associated Press y Al Arabiya informaron que las combates proseguían en Ajdabiya y Misurata a pesar de la proclamada tregua.

#### Ataque aliado

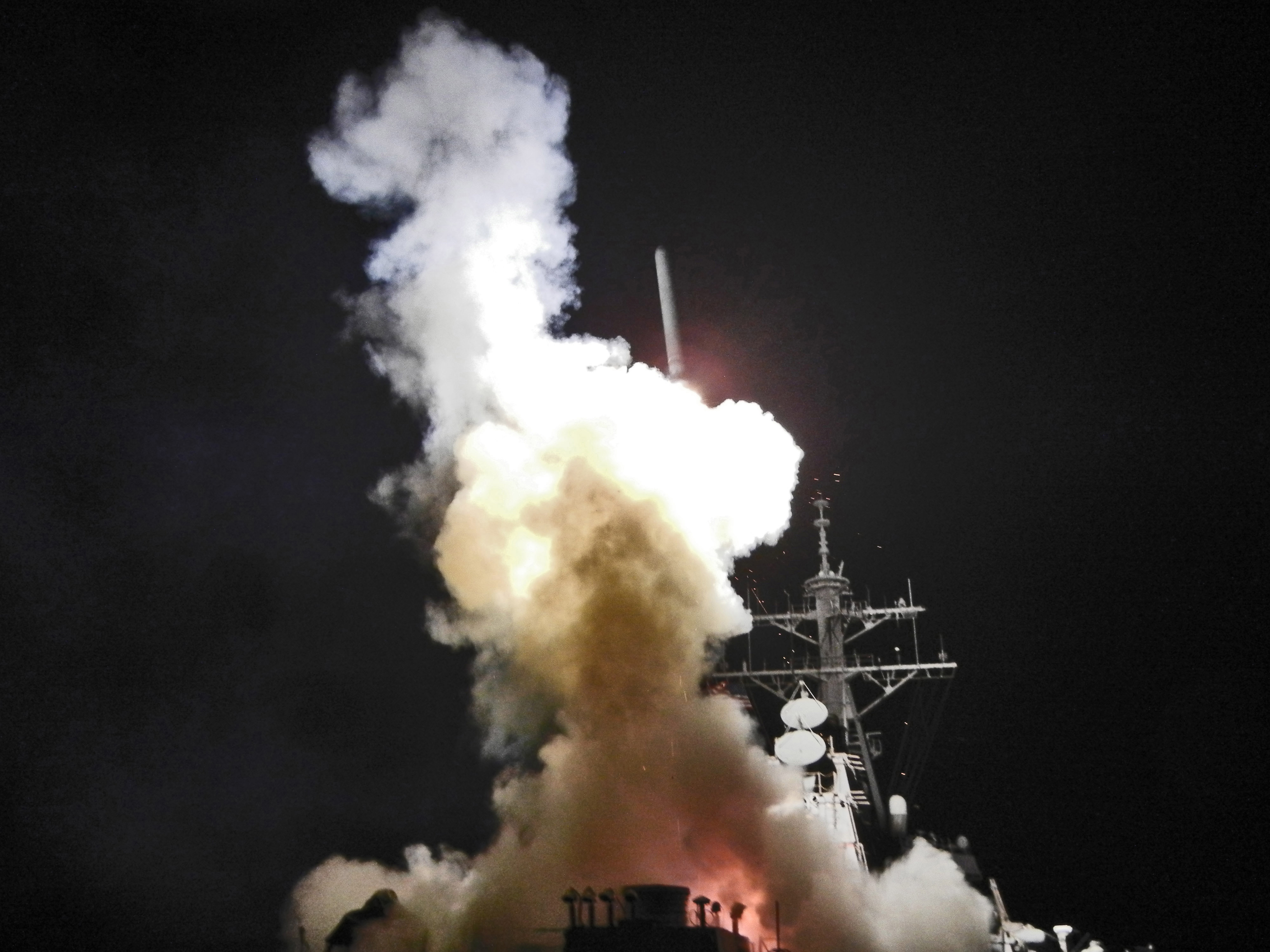
El destructor USS Barry lanzando misiles Tomahawk en el comienzo de la operación Odissey Dawn (Amanecer de la Odisea).

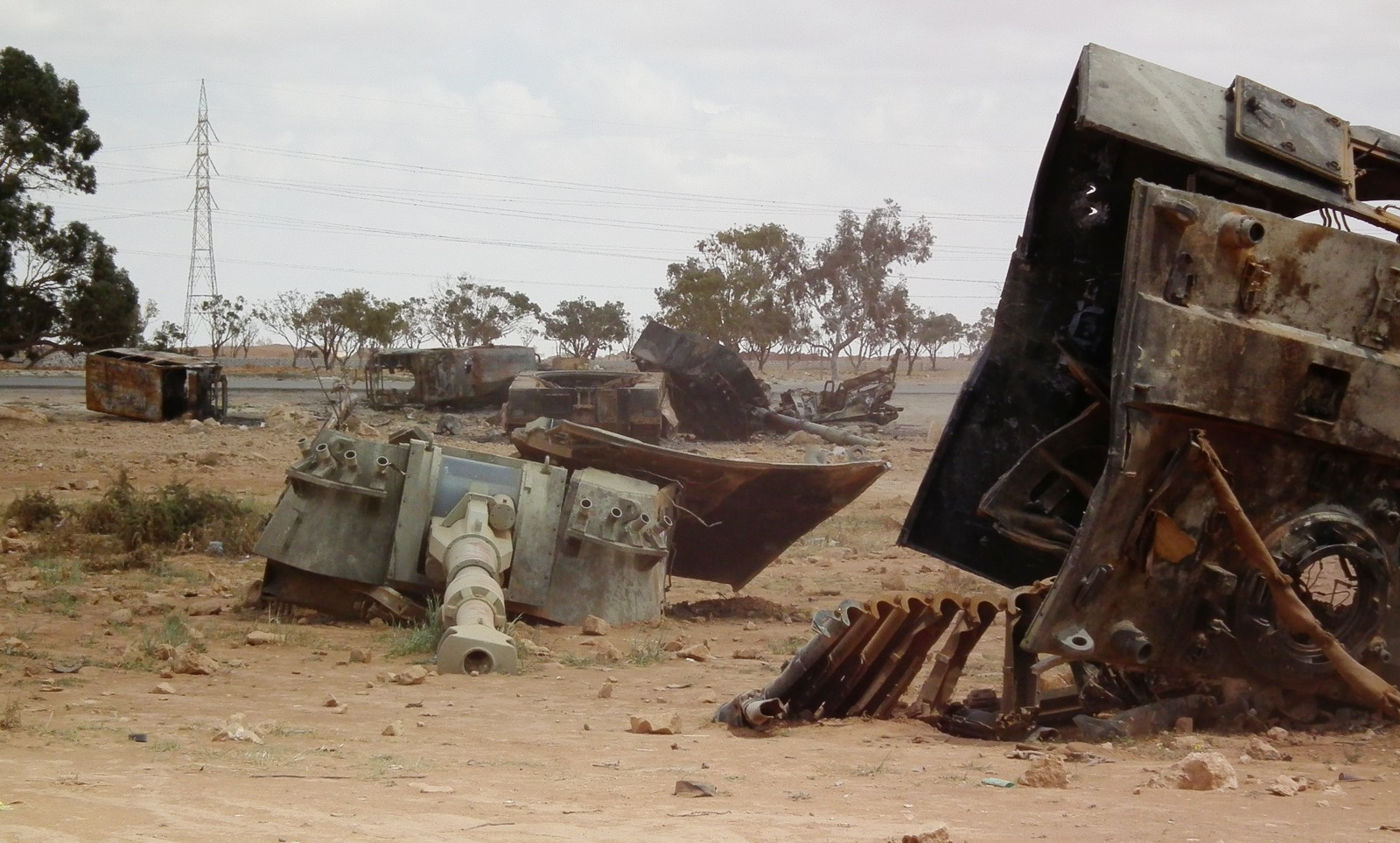
Restos de un grupo de seis obuses autopropulsados Palmaria leales destruidos por aviones franceses al suroeste de Bengasi, en la Operación Harmattan el 19 de marzo de 2011.

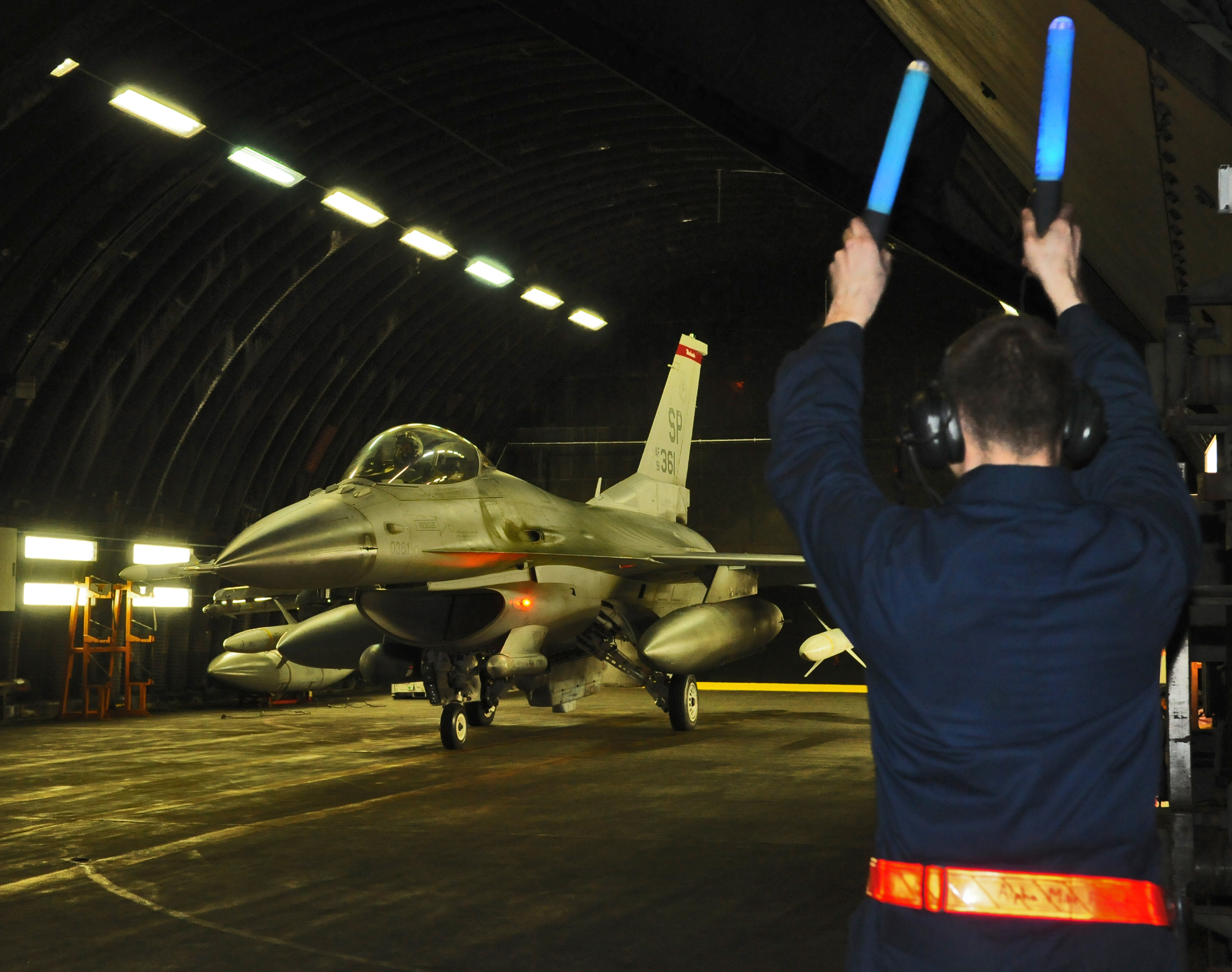
Un F-16C estadounidense saliendo de un hangar reforzado en la base aérea de Spangdahlem en Alemania la noche del 20 de marzo.

El 19 de marzo, mientras el gobierno libio seguía atacando a la población de Bengasi por vía aérea, ignorando el ultimátum de la ONU, Francia decidió lanzarse a la ofensiva usando 20 aviones de guerra, incluyendo cazas Rafale y Mirage 2000, aviones cisterna y AWACS. Los primeros objetivos fueron cuatro tanques del ejército libio.
Pocas horas después aviones norteamericanos y británicos se unieron a los franceses atacando las defensas aéreas de la parte occidental del país y alcanzando objetivos cerca de Trípoli y Misurata, la tercera ciudad más grande del país.

Esa primera noche, los barcos de guerra y submarinos de Estados Unidos y Reino Unido lanzaron más de 110 misiles de crucero Tomahawk contra los sistemas antiaéreos libios y se confirmó que alcanzaron más de 20 objetivos estratégicos de las fuerzas de Gadafi.
El 20 de marzo hombres armados en Trípoli apresaron un barco petrolero italiano con cinco tripulantes italianos, dos de India y uno de Ucrania. Por la noche se destruyó un edificio cerca de la jaima donde el líder libio recibía anteriormente a las autoridades de otros países; el edificio era parte del complejo residencial de Gadafi y donde se tomaban las decisiones militares. Los leales se esconden en las ciudades para evitar los ataques aéreos aliados y los rebeldes en cambio intentaron tomar Ajdabiya sin éxito.
Al Yazira informó que en los bombardeos del día 20 en las proximidades de Misurata fueron destruidos 14 tanques, 20 blindados y varios camiones llenos de munición y lanzacohetes, matando a 14 soldados del ejército leal a Gadafi. No obstante tres de los tanques leales lograron llegar al centro de la ciudad rebelde, según un portavoz de la oposición, causando un elevado número de bajas. Además la ciudad se veía asediada por mar, donde los barcos leales a Gadafi impedían la llegada de ayuda humanitaria.
El 22 de marzo los aliados bombardearon a las fuerzas leales en las proximidades de Ajdabiya, donde los rebeldes trataban de romper el cerco, y en Misurata, donde tanques gadafistas proseguían atacando en el mismo centro de la ciudad. Un F-15E estadounidense se estrelló en los alrededores de Bengasi por un fallo técnico, ambos tripulantes salieron ilesos.
Ese mismo día, en el seno de la OTAN se abrió una brecha debido a la cesión por Estados Unidos del mando de las operaciones. Francia y Turquía mostraron su oposición a la asunción del control de las operaciones por parte de la OTAN, por temor a que eso ahuyentase a los países árabes, en tanto Italia amenazaba con dejar de ceder sus bases aéreas —las más cercanas a Libia— si la OTAN no se hacía con el mando total de las operaciones militares.
El 23 de marzo los aliados bombardearon Misurata por la mañana silenciando la artillería leal que bombardeaba la ciudad. Por la tarde las tropas leales lograron tomar el hospital y posicionaron francotiradores en la azotea. Los rebeldes pidieron un barco hospital para la ciudad. En Ajdabiya los aliados bombardearon la puerta este de la ciudad. También hubo fuertes bombardeos de las tropas leales a Gadafi en Zintan, donde se combatía desde el 19 de marzo.

Ese día, un oficial del ejército británico afirmó que la fuerza aérea libia «ya no existe como una fuerza de combate» debido a los ataques aéreos de la coalición, y añadió que los aviones de la coalición estaban «operando con impunidad» en Libia. Firmes en sus posiciones en la zona oriental, los rebeldes formaron ese día un gobierno provisional encabezado por Mahmoud Jabril.
El 24 de marzo las tropas leales a Gadafi trataron de capturar el puerto de Misurata con buques de guerra, pero se retiraron por miedo a los aviones de combate de la coalición.
Según una encuesta de Gallup realizada entre marzo y abril de 2012, una encuesta a 1.000 libios mostró que el 75% de los libios estaba a favor de la intervención de la OTAN, frente un 22% que se oponía. Una encuesta posterior a la guerra de Orb International, realizada a 1.249 libios, reveló un amplio apoyo a la intervención: el 85% de los libios manifestó su firme apoyo a las medidas adoptadas para derrocar al régimen de Gadafi.

### Nueva ofensiva rebelde

Situación del frente el 29 de marzo de 2011

El 26 de marzo por la mañana los rebeldes, con el apoyo de la aviación aliada, consiguieron su primera victoria desde el inicio de la contraofensiva leal y la intervención militar aliada en Ajdabiya, logrando así retomar la iniciativa que habían llevado en los primeros días de marzo. Esa misma tarde los rebeldes retomaron la ciudad de Brega sin apenas resistencia.
El 27 de marzo los rebeldes penetraron en Tripolitania reconquistando la terminal petrolífera de Ras Lanuf así como la población de Ben Yauad, situada a 150 km al este de Sirte, ciudad natal de Muamar el Gadafi y último reducto importante antes de la cercada Misurata.
El 28 de marzo los insurgentes continuaron su avance, tomando Naufaliya, en el distrito de Sirte. Su progresión, sin embargo, fue frenada poco antes de alcanzar Sirte, donde las tropas del coronel Gadafi, equipadas con armas pesadas, les tendieron una emboscada, forzando a los insurgentes a retroceder hasta Ben Jawad. También continuaron los combates en Zintan, cercada y bombardeada por la artillería leal. Además según Al Yazira hubo deserciones entre los militares leales en la región de Kufra. En el contexto internacional Catar se convertía en el segundo país, tras Francia, en reconocer al Consejo Nacional de Transición como el único gobernante legítimo de Libia, pero al mismo tiempo, en la prensa internacional, la evocación de una guerra urdida por el interés de las potencias, y particularmente por Francia, continuó alimentando las críticas, incluso en los medios generalistas de los Estados Unidos.

### Freno a la ofensiva rebelde e inicio de una nueva contraofensiva leal
El 29 de marzo las dos columnas rebeldes que habían tomado Naufaliya y se acercaban a Sirte se tuvieron que retirar ante la intensidad del fuego de artillería leal. Así los leales recuperaban Ben Yauad.
El 30 de marzo por la mañana Ras Lanuf fue recuperada por las fuerzas leales, obligando a los rebeldes a retirarse hacia el este. La coalición estableció formalmente este mismo día el «grupo de contacto» en una reunión celebrada en Londres a la que acudieron cuarenta países de la comunidad internacional convocados para tratar de la era «posGadafi». El Consejo Nacional de Transición libio no fue autorizado a integrarse en este grupo de contacto, que se encargaría de dirigir los aspectos políticos, democráticos, humanitarios y de seguridad, pero también los relativos al comercio, durante la transición libia, antes de confiar la gestión a una dirección nacional. Por otro lado, el ministro de Asuntos Exteriores libio, Moussa Koussa, presentó su dimisión y se exilió en Londres, dando pie a pensar en un debilitamiento del régimen, del que era un elemento determinante.
El 31 de marzo, aprovechando su superioridad militar sobre los insurgentes mal armados y tras forzarles a retroceder hacia la Cirenaica, las tropas de Gadafi bombardearon el Puerto de Marsa Brega, acercándo de nuevos los combates a las proximidades de Bengasi.
A las 6h UTC, la OTAN tomó el control de las operaciones militares aéreas sucediendo a la coalición multinacional. Al mismo tiempo la alianza reafirmó su oposición a armar a los insurgentes, cuestión nuevamente suscitada por las principales potencias de la coalición tras el nuevo retroceso rebelde. La Organización del Tratado del Atlántico Norte, según su secretario general Anders Fogh Rasmussen, basó su rechazo en la resolución 1973, que concreta su misión en «proteger a la población civil ante una situación que podría degenerar en catástrofe humanitaria».
El 1 de abril la batalla por Brega continuaba. El Ejército Popular Libio, perteneciente al bando rebelde, dio muestras de una mayor organización, logrando un mayor control del frente, al que no dejaron pasar a civiles desarmados ni a periodistas, a la vez que llegaban nuevos soldados bien formados para reforzar las líneas y antiguos oficiales del ejército libio se situaban con los rebeldes en primera línea de batalla dando órdenes.
Sin cesar los combates en Brega y los bombardeos sobre Misurata, el gobierno de Gadafi emprendió acciones diplomáticas encabezadas por el viceministro de asuntos exteriores (tras la deserción a Londres del titular de la cartera, Musa Kusa), enviado a Ankara el 5 de abril «para solicitar la mediación turca en un posible alto el fuego en la guerra civil que asola el país».
Estancadas las líneas del frente en Brega, donde las fuerzas gadafistas lograron el día 5 de abril recuperar el control del puerto petrolero, y Misurata, el 6 de abril Abdul Fatah Younis, jefe de las fuerzas rebeldes, dirigió duros reproches a la OTAN, acusando a la alianza militar de dejar morir a miles de inocentes en Misurata. Según Younis, desde que asumió el mando la OTAN la intervención aliada se habría convertido en un problema: «Si la OTAN espera otra semana más no habrá ya nada más en Misrata, será un crimen que la alianza deberá cargar sobre sus espaldas». Por su lado, Charles Bouchard, comandante en jefe de las fuerzas de la OTAN estimó que un 30 % de la fuerza militar de Gadafi había sido destruida desde el inicio de la intervención aliada. Fuentes de la alianza explicaron el descenso en el número de operaciones militares por causa del mal tiempo y la orden de no causar bajas entre civiles, lo que se vería dificultado por la utilización de «escudos humanos» por las tropas de Gadafi, que estarían escondiendo sus armas pesadas en núcleos poblados.
Tras controlar Brega el ejército de Gadafi lanzó el 9 de abril un fuerte ataque sobre Ajdabiya, obligando a los rebeldes a replegarse hacia Bengasi con los pocos civiles que aún permanecían en la ciudad. Un día después, sin embargo, un intenso bombardeo protagonizado por aviones de la OTAN, centrado en la destrucción de equipamiento pesado, logró frenar el avance leal, permitiendo a las fuerzas rebeldes mantener el control de la estratégica ciudad.

### De mediados de abril a finales de julio: lento avance rebelde

#### Estancamiento del frente entre Brega y Ajdabiya
Desde el 16 de abril los rebeldes, tras conseguir asegurar la ciudad de Ajdabiya, centraron sus esfuerzos en tratar de recuperar Brega. Sin embargo ninguno de los dos bandos pareció estar en facultades de doblegar al otro y el último intento de los leales el día 17 de atacar el flanco derecho de los rebeldes para abrirse camino hacia Ajdabiya, mientras los rebeldes estaban atascados a las puertas de Brega, también fracasó, estancándose el frente desde el 18 de abril a mitad de camino entre ambas poblaciones. El 26 de abril se tuvo noticias de que los leales estaban fortificando posiciones en Brega y que podían contar hasta con 3000 efectivos.
A partir del 26 de abril y durante todo el mes de junio la línea de frente entre Adjabiya y Marsa El Brega se mantuvo estable. El 14 de julio los insurgentes decidieron lanzar una nueva ofensiva sobre Brega, que será tomada el 18 de julio tras duros combates. Sin embargo, aunque batiéndose en retirada hacia Ras Lanuf, las fuerzas leales continuaron hostigando a los rebeldes y bombardenado sus posiciones en los días inmediatos.

#### Asedio de Misurata
En el frente occidental, en la asediada ciudad de Misurata, las tropas leales recibieron órdenes el día 23 de abril de retirarse. Al día siguiente los rebeldes tomaron el hospital que aún estaba en manos leales y la ciudad quedó de nuevo totalmente en sus manos. Las fuerzas leales, sin embargo, no cesaron de bombardear la ciudad los días posteriores a su retirada. El 10 de mayo, tras dos días de combates, los rebeldes anunciaron la toma del aeropuerto situado al sur de Misrata, si bien las fuerzas leales siguieron intentando hacerse con el control del puerto de la misma ciudad.
A comienzos de junio aún proseguían los bombardeos sobre la ciudad, pero a partir del día 13, los combates intensos en la zona de Zauiya, próxima a la frontera con Túnez y vital para el abastecimiento de Trípoli, permitió aflojar la presión sobre la ciudad sitiada.

#### Combates en Tripolitania
En la noche del sábado 30 de abril, el menor de los hijos del líder libio Muamar el Gadafi, Saif al Arab Gadafi, y tres de sus nietos, murieron a consecuencia de una incursión aérea de la OTAN según informó un portavoz del régimen de Trípoli.
A comienzos del mes de mayo la OTAN continuó sus ataques sobre Trípoli y sus alrededores, bombardeando entre otros un edificio de los servicios de seguridad interior, la sede del ministerio de inspección y control popular, encargado de la lucha contra la corrupción en Libia, y las residencias de Gadafi.
El 20 de mayo, la OTAN inutilizó ocho barcos de guerra pertenecientes a las fuerzas leales en los puertos de Trípoli, Al Khoms y Sirte.
El 11 de junio las fuerzas leales bombardearon la histórica ciudad de Ghadames controlada por los rebeldes, en tanto Zauiya, en poder de las fuerzas gadafistas, fue atacada por los insurgentes que se habían replegado a las montañas para entrenarse (y recibir armas lanzadas en paracaídas por Francia a pesar de la disconformidad de los británicos). La ciudad, de gran valor estratégico, contaba con la más importante refinería petrolifera que se encontraba aún en poder de las fuerzas leales al régimen de Gadafi.
A finales de junio los avances de los rebeldes en Nefusa se confirmaban, en tanto los enfrentamientos proseguían en torno a Brega, en el centro del país. Las fuerzas de Gadafi centraron su atención sobre la ciudad costera de Zliten, entre Misurata y Trípoli, nuevamente sublevada.
En la última semana de junio los rebeldes fueron rechazados por las fuerzas leales a 80 kilómetros al sur de Trípoli. Pero desde el 6 de julio se desencadenó una nueva ofensiva de los insurgentes protagonizada por bereberes procedentes del djebel Nefusa que atacaron en las regiones de Bir Al-Ghanam y Gharyan al sur de Trípoli, avanzando el día 8 hacia Zliten donde las fuerzas leales se habían reagrupado.
El 17 de julio tuvieron lugar intensos combates entre las fuerzas armadas regulares de Libia y los insurgentes que buscaban romper sus líneas para marchar hacia la capital, Trípoli.
En la madrugada del 28 los rebeldes asentados en las montañas de la zona occidental lanzaron una nueva ofensiva contra Ghezaya, en la frontera con Túnez, que anunciaron haber tomado poco más tarde con otras pequeñas localidades. Los leales a Gadafi en la región montañosa no retenían en ese momento más que el bastión de Tiji, donde 500 soldados leales estaban rodeados.

#### Asesinato de Abdul Fatah Younis: divisiones en las filas rebeldes
El 27 de julio, el general Abdul Fatah Younis, jefe de las operaciones militares del Consejo Nacional de Transición fue secuestrado al parecer cuando se dirigía del frente de Brega a Bengasi para declarar ante una comisión judicial. El día 28 se anunció su muerte, atribuida inicialmente a un comando gadafista, lo que fue rápidamente desmentido por sus propios partidarios, que achacaron el asesinato a facciones rivales dentro del sector rebelde. El crimen perpetrado solo un día después de que Gran Bretaña reconociese oficialmente al CNT, sembró el desconcierto en las filas rebeldes, poniendo de manifiesto severas diferencias internas; mientras en Bengasi se celebraban los funerales a los que asistieron miles de personas en tensa calma, y tras oírse algunos disparos por la noche, un portavoz militar en Misurata aseguraba que la ciudad no recibía órdenes de Bengasi.

### Agosto: Rápido avance rebelde

#### Combates en el Distrito de Zauiya y en el Distrito de Al Jabal al Gharbi
Los rebeldes en el oeste de Libia avanzaron el 13 de agosto hacia el norte, logrando llegar a la ciudad costera de Zauiya, 50 km al oeste de Trípoli, en la que encontraron una fuerte resistencia de las tropas leales, estableciéndose el frente de batalla a unos cinco kilómetros del pueblo de Bir Shuaib. Por su parte el portavoz de los rebeldes libios afirmó que estaban luchando contra las fuerzas de Gadafi por el control de Garyan (Distrito de Al Jabal al Gharbi), a 80 kilómetros al sur de Trípoli y que habían logrado el control de la ciudad costera de Surman, a 70 kilómetros de la capital.
El 16 de agosto, los rebeldes libios toman Garyan. Según afirmó un portavoz de los rebeldes, habrían aplastado a la Brigada Sahban (principal centro de mando de los gadafistas en las Montañas Occidentales), tomando posteriormente sus armas. Estos avances hacían presagiar que el conflicto libio estaba en una fase decisiva, tal como lo anunciaba el representante en Francia del Consejo Nacional libio, Mansur Saif al-Nasr.

#### Asedio y toma de Trípoli
Tras la toma de la importante ciudad petrolera de Brega el día 20 de agosto sin apenas resistencia y la toma por los rebeldes de las estratégicas ciudades de Zauiya y Zlitan se estrechó el cerco sobre la capital. Mustafa Abdul Jalil, líder del CNT llamó a la «última batalla» en Trípoli, donde en la madrugada del 21 se produjeron levantamientos rebeldes en algunos barrios y en la base aérea de Matica que pasaron a manos rebeldes. Las fuerzas rebeldes llegaron a la ciudad capital de Trípoli desde diferentes direcciones, una parte llegó por mar desde la ciudad rebelde de Misrata y otro importante contingente llegó desde las montañas de Nefusa, en el oeste, tomando el control de un cuartel situado en el “kilómetro 27”, incautándo armas municiones. Este cuartel era el obstáculo más importante en la ruta a Trípoli.
El 22 de agosto, algunas fuentes dijeron que el 95% de Trípoli estaba en manos de los rebeldes llegados del oeste, quedando algunos focos de resistencia, especialmente en torno al complejo de Bab al-Azizia, bombardeado por fuerzas de la OTAN en apoyo al avance rebelde. En los combates podrían haber perdido la vida 1300 combatientes según algunas fuentes; además dirigentes del CNT anunciaban erróneamente la captura de dos de los hijos de Gadafi: Saif al Islam Gadafi, reclamado por la Corte Penal Internacional, y Al-Saadi el Gadafi, en tanto el primogénito, Mohammad Gadafi, se entregó a los rebeldes ofreciendo a continuación una entrevista a la cadena de televisión Al Jazeera. En la mañana del 22 de agosto tanques de guerra de las fuerzas leales a Gadafi salieron del complejo de Bab al-Azizia disparando contra las fuerzas rebeldes que rodean el complejo; los combates se extendieron por la calle de Al Sarine (adyacente al complejo) y por la zona del puerto de la ciudad; al final de la jornada los rebeldes habían logrado controlar la zona costera de la ciudad, mientras en el sur los soldados sobrevivientes de las fuerzas de Gadafi adoptaban tácticas guerrilleras, y hacían aparición los francotiradores en otras partes de la ciudad; según algunos informantes, militares gadafistas se hacían pasar por rebeldes para luego abrir fuego contra los civiles o los periodistas. En la noche del lunes la OTAN lanzó un bombardeo contra el complejo de Bab al-Azizia mientras los rebeldes lo atacaban desde tierra en un esfuerzo para tomar o destruir el último reducto importante de resistencia gadafista y terminar la batalla por la capital.
La euforia con que se vivió en Bengasi y los barrios liberados de Trípoli lo que parecía un rápido desmoronamiento del régimen, se vio enturbiada por la comparecencia en la noche del día 22 de Saif al Islam ante los medios de prensa y un centenar de sus seguidores, desmintiendo la anunciada captura y llamando a proseguir la lucha, en tanto la batalla continuaba en Trípoli.
La proximidad de la caída del régimen gadafista originó nuevos motivos de preocupación para las autoridades rebeldes, al confirmarse actos de represalia indiscriminada, como la ejecución sumaria de 34 civiles, entre ellos varias mujeres, en Garian, al noroeste de Libia, denunciada por portavoces del régimen gadafista. Mustafa Abdul Jalil, líder del CNT, declaró sentirse «inquieto» ante determinadas acciones de sus hombres, llegando a sugerir que podría dimitir de persistir tales acciones. Tanto Amnistía Internacional como Human Rights Watch y la Comisión de Derechos Humanos de la ONU pudieron constatar actos de represalia, torturas y saqueos protagonizados por fuerzas rebeldes, al parecer incontroladas, y llamaron la atención sobre la situación de los subsaharinos en Libia, puestos en el punto de mira de los rebeldes por las denuncias, nunca confirmadas, de que el régimen de Gadafi los estaba utilizando como mercenarios.

#### Toma del complejo de Bab al-Azizia

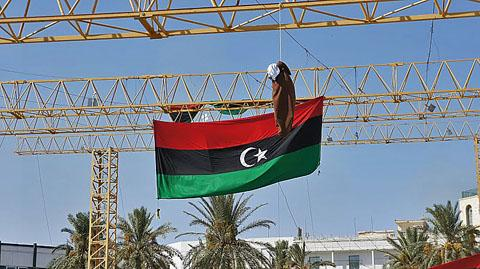
Un muñeco representando a Gadafi junto a una bandera tricolor libia cuelgan de una grúa en la antigua Plaza Verde de Trípoli, ahora renombrada como Plaza de los Mártires.

En la mañana del 23 de agosto las fuerzas rebeldes se lanzaron al asalto del complejo de Bab al-Azizia iniciando violentos combates con los defensores gadafistas del reducto; los soldados leales a Gadafi opusieron gran resistencia, e incluso lograron en un primer momento repeler el primer gran asalto contra una de las puertas de la enorme residencia, pero finalmente después de varias horas de combates muchos de ellos tuvieron que entregar las armas.
El momento decisivo se produjo cuando los asaltantes rebeldes tiraron abajo las murallas de cemento del complejo e ingresaron a él en medio de un nutrido tiroteo en lo que un corresponsal de guerra presente calificó de "escena increíble"; los rebeldes continuaron avanzando, atravesaron una tercera puerta y llegaron a un edificio que era considerado la vivienda de Gadafi, donde ondearon la bandera rebelde. Cientos de rebeldes y civiles entraron al complejo y comenzaron a apoderarse de todo el material de guerra que estaba en manos de los gadafistas y a saquear las residencias y edificios del complejo; incluso se vieron rebeldes paseando en los vehículos que eran de Gadafi.
Las imágenes de televisión mostraron a los rebeldes corriendo por los jardines del enorme complejo y gritando de alegría por la caída del baluarte. Algunos rebeldes destruyeron una estatua de bronce de Gadafi y otros posaron montados arriba de la simbólica estatua que conmemoraba el ataque estadounidense de 1986 y en la que Gadafi acostumbraba dar sus discursos; aunque también se seguían escuchando tiroteos dentro del complejo por algunos francotiradores gadafistas que aún disparaban contra los rebeldes dentro de Bab al-Azizia.
Los rebeldes registraron todas las edificaciones buscando a Gadafi pero no pudieron encontrarlo haciéndose evidente que este había huido de allí en algún momento después del inicio de la batalla en la capital; por lo que, aunque la conquista del complejo fue un golpe crucial dentro de esta batalla, no significaría ni el fin de la resistencia de Gadafi, ni el de la guerra. De hecho las fuerzas leales a Gadafi en algunas zonas de Trípoli seguían repeliendo a las fuerzas rebeldes con fuego de armamento pesado (morteros y obuses), por ejemplo en la Plaza Verde (rebautizada por los rebeldes como Plaza de los Mártires). Además, en el barrio de Al-Mansoura, al igual que en otras ciudades cercanas a Trípoli, como Shaba y Zaura se seguía luchando.

## Consolidación de los rebeldes
El 24 de agosto continuaban los combates en Trípoli. Las fuerzas leales a Gadafi lanzaron por la mañana un contraataque en las cercanías del complejo de Bab al-Azizia y por la tarde bombardearon el complejo y el aeropuerto, que ahora estaban en manos de los rebeldes, así como también otras zonas del centro de la capital. De acuerdo a los reportes de los medios de comunicación presentes, las fuerzas gadafistas habían lanzado al menos siete proyectiles de mortero sobre el complejo presidencial y varios cohetes sobre el Aeropuerto Internacional de Trípoli; aparentemente uno cayó sobre la propia pista.
También fue bombardeado el barrio de Al-Mansoura (escenario el día anterior de violentos combates entre rebeldes y leales) y la zona cercana al hotel Rixos; fuentes rebeldes afirmaban que las células gadafistas responsables de esos bombardeos estaban ubicadas en la zona de Abu Salim, un barrio donde se libraban fuertes combates entre rebeldes y gadafistas. Las milicias de Gadafi también seguían controlando barrios como los de Salah ad din, el de Bab Anashir o el de Al Hadaba al Jadr.
Mientras tanto fuera de Trípoli los rebeldes avanzaban hacia Sirte en dos frentes (desde el oeste partiendo de Misrata y desde el este partiendo de Ras Lanuf). La toma de la ciudad natal de Gadafi y su reducto más importante luego de la pérdida de casi toda la capital representaba el tiro de gracia que para acabar con el régimen y por lo tanto con la guerra (además se sospechaba que Gadafi se había refugiado en esa ciudad); pero el avance rebelde fue detenido por las fuerzas gadafistas a la entrada de Ben Yawad, una localidad situada 160 kilómetros al este de Sirte.
Los rebeldes lograron conquistar la estratégica ciudad costera de Ben Yauad en sangrientos combates en los que hubo alrededor de 700 muertos, además de asediar Sirte ciudad natal de Gadafi, mientras los leales intentaban mantener el control sobre el acceso costero entre Bisher, a 20 km al oeste de Brega, y Bani Walid, al suroeste de Misrata, para preservar la libertad de movimientos desde Trípoli a Shaba", de acuerdo a un portavoz militar de la OTAN.
Aparte de Sirte la única otra gran ciudad libia en manos de los leales a Gadafi era Sabha, en el suroeste del país; los rebeldes han expresado que al conquistar Sirte y por tanto asegurar el control de toda la franja norte costera del país, podrán avanzar al sur para tomar Sabha y entonces los gadafistas solo conservarían pequeñas localidades que podrían caer con facilidad. Entretanto otras fuerzas rebeldes lograron conquistar el cuartel militar de Mazraq al Shams, ubicado 120 kilómetros al oeste de Trípoli, cerca de la frontera con Túnez; pero aunque los rebeldes le arrebataron el cuartel a los gadafistas los combates continuaron cerca de él y el comandante rebelde local anunció que se habían quedado sin municiones y por eso pidió con urgencia refuerzos y municiones al alto mando rebelde y apoyo aéreo a la OTAN para no ceder el terreno conquistado.

### Asalto rebelde a los últimos reductos gadafistas

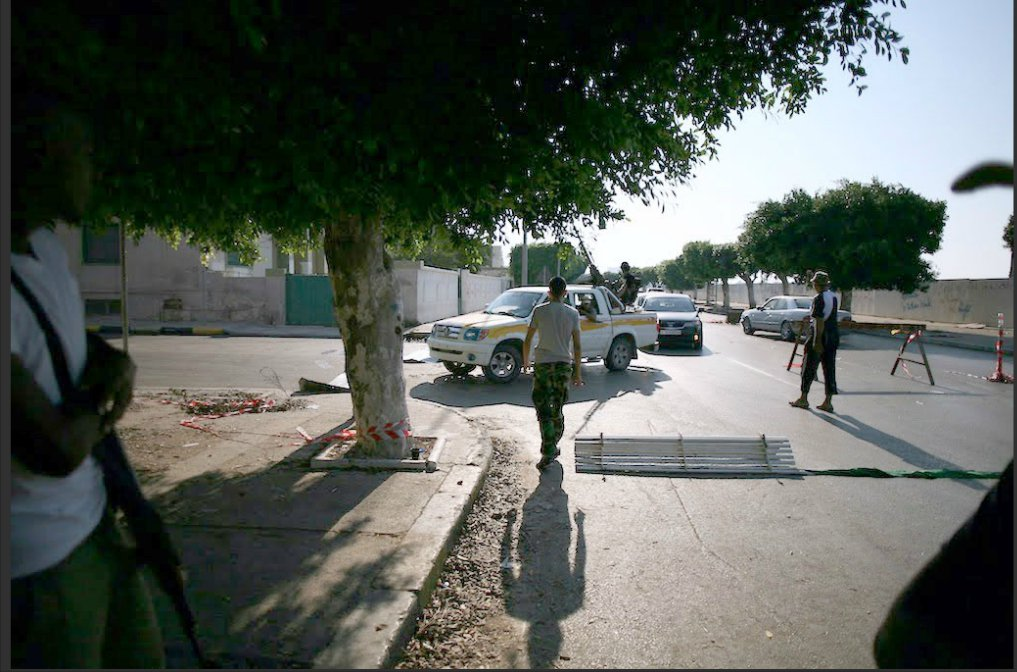
Puesto de control rebelde en Trípoli el 26 de agosto de 2011.

El 25 de agosto continuaba la batalla entre los rebeldes y los remanentes de las fuerzas gadafistas en Trípoli; en esta nueva jornada la lucha se concentraba especialmente en el barrio de Abu Salim, en los alrededores del hotel Corinthia y en las inmediaciones del aeropuerto capitalino. Cientos de rebeldes lanzaron una ofensiva contra el barrio de Abu Salim para conquistarlo y erradicar al grueso de las fuerzas gadafistas de Trípoli que se han refugiado en él y que desde allí hostigan las posiciones rebeldes en el resto de la ciudad; la unidad rebelde encargada de esta ofensiva es la Brigada de los Mártires de Trípoli.
En los encarnizados combates en este barrio los rebeldes se han tenido que enfrentar a una gran cantidad de francotiradores gadafistas, por lo que van tomando edificio por edificio y sacando de cada uno a decenas de prisioneros; además los rebeldes dispararon con baterías antiaéreas contra 10 edificios ocupados por gadafistas y al menos tres de esos edificios ardieron en llamas. Un comandante rebelde dijo que los gadafistas que ocupaban el barrio tenían armamento pesado e incluso un tanque de guerra.
También en el ataque a Abu Salim los rebeldes recibieron informaciones de que posiblemente Gadafi y sus hijos se ocultaban en un complejo de apartamentos del barrio, por lo que los insurgentes rodearon el complejo y lo atacaron, aunque no han hallado aún rastros de Gadafi. En ese contexto han surgido reportes que indican que tanto los rebeldes como los gadafistas estarían asesinando a sus respectivos prisioneros de guerra; en concreto en Abu Salim se hallaron los cuerpos de 30 supuestos gadafistas muertos y al menos dos de ellos tenían puestas esposas de plástico, lo que indicaría que fueron ejecutados estando prisioneros, y cerca de allí en un hospital de campaña había cinco cuerpos más, y uno de ellos todavía tenía una sonda intravenosa en el brazo. Por su lado una trabajadora sanitaria británica dijo que habían hallado los cuerpos de 17 presuntos rebeldes prisioneros y según un sobreviviente habrían sido ejecutados por fuerzas gadafistas antes de la caída del complejo residencial de Gadafi. Se ha conocido que además de Abu Salim también hay fuerzas gadafistas concentradas en el barrio de Hatba Charkia.
Poco antes del inicio de la ofensiva contra Abu Salim, un grupo de rebeldes encargado de custodiar el hotel Corinthia (donde se aloja la prensa extranjera) intercambió disparos de armas automáticas y de morteros con francotiradores gadafistas apostados en edificios cercanos; los rebeldes usaron granadas de mortero y armas antitanques para barrer a los francotiradores enemigos, y además apostaron a sus propios francotiradores en el techo del hotel para liquidar a sus rivales del otro bando. Los tiroteos continúan de forma esporádica en los alrededores del hotel situado a dos kilómetros de la antigua Plaza Verde.
Mientras se reportaron intensos combates cerca del aeropuerto, mientras en las principales calles de Trípoli hay instalados controles de jóvenes rebeldes cada 100 metros. Todo en un día en que el Gobierno de los rebeldes hizo su entrada triunfal en Trípoli, a pesar de que la lucha en la capital dista de cesar.
Las últimas informaciones indican que los rebeldes lograron conquistar la totalidad del barrio de Abu Salim y hacer una gran cantidad de prisioneros, pero no hallaron a Gadafi ni a su familia, y un portavoz rebelde reconoció que los dirigentes del régimen se desplazan de una zona a otra para huir de la persecución rebelde.
En la noche del 25 de agosto al 26 de agosto hubo duros combates en la ciudad de Sabha, en pleno desierto del sur del país; decenas de rebeldes murieron en un asalto al cuartel general del servicio de inteligencia militar en esa ciudad. Sin embargo los rebeldes consiguieron tomar los barrios de Al Karda y Al Manshiya de dicha ciudad, en la que no hay agua ni electricidad. Mientras tanto en Sirte, la otra gran ciudad libia que queda en manos de Gadafi, también hay combates. Aviones británicos atacaron por la noche un centro de comando de las fuerzas gadafistas en la ciudad y 29 vehículos armados de los leales a Gadafi, en un esfuerzo para facilitar el avance rebelde contra el feudo gadafista. Por su parte los rebeldes enviaron más fuerzas hacia la ciudad, equipadas con tanques de guerra y cohetes, anticipando una dura batalla por Sirte si las negociaciones con los líderes tribales locales para obtener su rendición pacífica no logran frutos. En el transcurso del 26 de agosto los rebeldes se apoderaron de Ras Jadir, el principal puesto de control de la frontera con Túnez, sin apenas resistencia de los gadafistas que huyeron al vecino país.
Mientras tanto en Trípoli, después de violentos combates cerca del aeropuerto en la noche pasada, la ciudad amaneció con una relativa calma, pero los restos de las fuerzas gadafistas continuaron cañoneando el aeropuerto desde una base militar cercana (que había estado controlada por Khamis, un hijo de Gadafi); por lo que los rebeldes se preparaban para lanzar una ofensiva contra ese remanente de fuerzas leales que permanece al lado de la terminal aérea. Por otro lado los medios de comunicación empezaron a recorrer el destrozado barrio de Abu Salim, escenario de la espectacular batalla del día anterior y ahora bajo control rebelde; y pudieron acreditar los dantescos resultados del encarnizado combate, como los al menos 200 cadáveres hallados amontonados dentro de un hospital del barrio, que fue abandonado por casi todo su personal médico y sanitario ante el peligro generado por la salvaje batalla.
El 27 de agosto Trípoli amaneció con relativa calma luego de una noche de explosiones y ráfagas de armas automáticas en diferentes puntos de la ciudad; el jefe de operaciones militares de los rebeldes insiste en que sus fuerzas controlan el 95% de la ciudad, pero reconoce que aún existen núcleos de resistencia gadafista en los barrios de Abu Salim y Salaheddin. También dijo que aunque controlaban el aeropuerto, hay focos de resistencia gadafista en la zona de Bin Qafr Ghirchir, situada a dos millas de la terminal aérea.
Posteriormente los rebeldes tomaron el cuartel de la Brigada 32 de tropas de elite gadafistas, la unidad que comandaba uno de los hijos de Gadafi (Khamis Gadafi); dicho cuartel está situado en el distrito de Salaheddine en el sur de Trípoli, y fue abandonado por los gadafistas luego de horas de combates y de un bombardeo de la OTAN. En la cárcel anexa al cuartel se hallaron los cuerpos de al menos 50 rebeldes que eran prisioneros de los gadafistas y aparentemente fueron ejecutados días atrás; además los rebeldes se adueñaron de una gran cantidad de armas de fabricación alemana, estadounidense, rusa e italiana que se encontraban en el cuartel.
Mientras tanto la OTAN sigue bombardeando Sirte, y han destruido entre 11 y 15 vehículos armados y un blindado, además de cuatro objetivos en tierra; y por su parte los rebeldes siguen luchando para abrirse paso hacia la ciudad natal de Gadafi, al mismo tiempo que siguen negociando con los líderes tribales de la ciudad para evitar una batalla sangrienta y obtener la rendición pacífica de la urbe. Se ha especulado en las últimas horas con la posibilidad de que las fuerzas gadafistas se retiren de Sirte hacia el sur, a la ciudad desértica de Sabha, para evitar ser rodeadas y destruidas ante el avance rebelde desde el este y desde el oeste; con ese eventual repliegue táctico buscarían reorganizar sus menguadas fuerzas en Sabha y plantar una resistencia más fuerte y eficiente en un terreno más favorable.
En ese mismo día los rebeldes tomaron también Jmayl, localidad de origen del primer ministro libio, Baghdadi Mahmudi.
El 29 de agosto los rebeldes continuaban su avance a Sirte de forma lenta; el principal obstáculo que dificulta a los rebeldes avanzar de forma más rápida, aparte de la tenaz resistencia gadafista, es la necesidad de mantener al grueso de sus fuerzas en Trípoli para asegurar la pacificación de la capital y evitar una eventual contraofensiva gadafista en ella. Aun así los rebeldes lograron algunos avances importantes, entre ellos controlar la carretera que une Trípoli con la sureña ciudad de Sabha (el otro gran bastión gadafista) y al este de Sirte, después de haber conquistado la ciudad de Ben Yawad los rebeldes lograron avanzar siete kilómetros más en dirección a Sirte y tomaron la localidad de Nawfaliyah, donde se encuentra un importante cruce carretero. Por el oeste de Sirte los rebeldes tomaron un pequeño destacamento en Abu Grein, a unos 130 kilómetros de la ciudad; aunque siguen limpiando la zona ante la presencia de muchos gadafistas escondidos en algunos edificios.
Mientras tanto los rebeldes siguen concentrando fuerzas para el ataque a Sirte y por la carretera costera al este de Trípoli enviaron vehículos transportadores que llevaban tanques de guerra T-55 de fabricación soviética; los rebeldes se apoderaron de esos tanques en una base militar abandonada en la ciudad de Zlitan. Además de tanques de guerra, las fuerzas rebeldes que se agrupan en las cercanías de Sirte también disponen de lanzaderas de misiles Grad, otros armamentos pesados y abundancia de armas ligeras; sin embargo los rebeldes aún confían en las negociaciones para obtener una rendición pacífica y evitar la batalla, aunque también afirman que las fuerzas gadafistas de Sirte están obligando a los civiles a unírseles para pelear con los rebeldes y que ejecutaron a 45 de sus propios soldados que se negaban a seguir luchando por una causa perdida.
Por su parte la OTAN sigue bombardeando objetivos gadafistas en Sirte.

### Septiembre. Continúa la incertidumbre
El 1 de septiembre el coronel libio Muamar el Gadafi dijo que "todas las tribus libias" están armadas, y les pidió que continúen la “lucha dura y violenta y tiendan emboscadas a los agentes (los rebeldes)”, en un discurso transmitido por la televisión por satélite siria “Al Rai”.
En su alocución, interrumpida súbitamente sin previo aviso, explicó que las tribus de Sirte y Bani Walid -dos regiones aún en manos de gadafistas- “están armadas y no podrán ser sometidas”, reseñó Efe. Afp destaca que el ex-hombre fuerte de Libia Muamar Gadafi, cuyo paradero se desconoce, afirmó el jueves que “no se rendirá” y “continuará su combate”, en apartes de un mensaje audio difundidos por escrito en la pantalla por el canal de televisión Arrai. Gadafi exhortó también a sus partidarios a "continuar la resistencia", al considerar que hay “divergencias” entre los rebeldes y la OTAN.
“Incluso si ustedes no escuchan mi voz, continúen la resistencia”, añadió a la cadena, que anunció que el mensaje de audio sería difundido posteriormente. “Hay divergencias entre la Alianza de la agresión y sus agentes rebeldes”, añadió según la cadena, con sede en Damasco.
Mientras tanto en el frente de Sirte la situación permanecía tranquila, ya que se mantiene la pausa en los combates que dispusieron los líderes de la rebelión para dar una oportunidad a las negociaciones de paz con los líderes de las tribus de Sirte. Incluso el gobierno rebelde prorrogó el plazo del ultimátum para que los jefes tribales entreguen la ciudad pacíficamente o tengan que enfrentarse a un masivo ataque de las fuerzas rebeldes que la rodean; ahora tienen hasta el 10 de septiembre para entregar la ciudad a los rebeldes o enfrentar una batalla urbana por su control. De acuerdo a los rebeldes, los líderes tribales (que cruzan las líneas del frente para negociar en persona con los oficiales rebeldes) comparten el objetivo de evitar un gran derramamiento de sangre, pero tienen problemas para convencer a una parte de los militares gadafistas que defienden Sirte de que se rindan.
Por eso los portavoces rebeldes insisten en que el obstáculo para el fin definitivo de la guerra es el empeño de algunas unidades sobrevivientes del Ejército gadafista de seguir resistiendo hasta el final. También los rebeldes negocian con los jefes tribales de la ciudad de Bani Walid para que la entreguen y además arresten a Gadafi y lo pongan a disposición de las fuerzas rebeldes, ya que informaciones de inteligencia recientes les hacen creer que Gadafi se ha refugiado en esa pequeña ciudad desértica cercana a Trípoli y que ha establecido su cuartel general allí. Los portavoces rebeldes han dicho que no pueden atacar esa ciudad porque muchos de sus hombres que vienen de Bengasi y Zintan son originarios de ella y tendrían problemas para atacar su propia ciudad de origen.
Por su parte la OTAN sigue bombardeando objetivos militares gadafistas concretos en Sirte y Bani Walid, debilitando la capacidad de los restos de las fuerzas leales a Gadafi.
El 9 de septiembre por la tarde, faltando pocas horas para que concluyera el ultimátum para la rendición pacífica de los reductos leales a Gadafi, se produjeron violentos combates entre las fuerzas rebeldes y los defensores gadafistas de Bani Walid y Sirte. Los mandos militares rebeldes afirmaron que los combates en Bani Walid se iniciaron luego que los gadafistas atacaran las posiciones rebeldes alrededor de la ciudad lanzando cohetes desde el interior de Bani Walid; eso ocurrió horas después de que un bombardeo de la OTAN hubiera destruido una lanzadera de misiles de los leales a Gadafi en esa población. En respuesta al bombardeo de sus posiciones por cohetes gadafistas, los rebeldes lanzaron a sus fuerzas al asalto de Bani Walid; las unidades de vanguardia rebeldes avanzaron desde el este y el sur por las carreteras de Trípoli y Misrata para limpiar de gadafistas las entradas norte, este y sur de la ciudad.
Los rebeldes encontraron una fuerte resistencia de los gadafistas, que repelieron con fusiles de asalto y cohetes su avance; también actuaron muchos francotiradores gadafistas apostados en casas y edificios. Aun así los rebeldes lograron adentrarse más de un kilómetro en el interior de la ciudad; y por la noche se informaba que los rebeldes peleaban con los gadafistas a dos kilómetros del centro de Bani Walid. En los combates hubo reportes de muertos y heridos en ambos bandos, y los rebeldes lograron hacer prisioneros a varios gadafistas.
Los rebeldes calculan en 600 la cantidad de hombres que tienen las fuerzas gadafistas dentro de Bani Walid. Mientras tanto en el frente de Sirte los gadafistas atacaron a las fuerzas rebeldes que intentaban apoderarse de una aldea casi deshabitada ubicada 90 kilómetros al este de Sirte, en la zona conocida como el "el valle rojo"; los gadafistas atrincherados en una zona de grandes dunas intentaron frenar el avance rebelde con disparos de misiles Grad, cohetes de mortero y baterías antiaéreas, desatando una batalla.
El 10 de septiembre continuaban los sangrientos combates en Bani Walid; los rebeldes habían logrado llegar a solo 500 metros del centro de la ciudad, donde peleaban con los defensores gadafistas que mantenían una tenaz resistencia. El general rebelde Daw Dejek se reunió con periodistas extranjeros a 3 kilómetros al norte del acceso a la ciudad (en días pasados los rebeldes solo podían llevar a los periodistas a decenas de kilómetros de Bani Walid, lo que evidencia el avance rebelde) y allí les informó que sus hombres habían liberado el zoco de la ciudad y expulsado a los combatientes gadafistas, que estaban muy bien adiestrados y disciplinados en el combate.
El general se mostró optimista de tomar el resto de la ciudad dentro de poco. Las columnas rebeldes entraron a la ciudad desde tres frentes: desde el norte con las tropas rebeldes provenientes de Trípoli, y desde el este y el sur (donde los gadafistas tienen mayor capacidad defensiva) con los batallones rebeldes de la ciudad de Misrata, los que soportaron durante meses el asedio de las fuerzas gadafistas que atacaron esa ciudad. En la encarnizada batalla de Bani Walid se ha peleado casa por casa, y los gadafistas han actuado apoyados por lanzagranadas RPG y por gran cantidad de francotiradores que hostigan a los rebeldes sin descanso. También hay fuego de artillería y de acuerdo a combatientes rebeldes los gadafistas estarían disparando con misiles Grad desde residencias privadas para evitar ser bombardeados por la OTAN.
De todos modos los combatientes rebeldes se replegaron en un momento de la batalla para permitir que la OTAN bombardeara las posiciones gadafistas dentro de Bani Walid; hubo al menos siete ataques de la aviación de la OTAN contra blancos gadafistas en la ciudad. En los duros combates murieron dos comandantes rebeldes y al menos dos soldados gadafistas el sábado y otro en la noche del viernes; además de cuatro o cinco civiles la noche del viernes. Los rebeldes insisten en tener información de que dos hijos de Gadafi comandan a las fuerzas gadafistas en la batalla de Bani Walid; serían Saif al Islam (el más poderoso de los hijos del derrocado gobernante y buscado como él por la Corte Penal Internacional) y Mutasim. También podrían estar en la ciudad otro hijo de Gadafi (Saidi) y el portavoz de su derrocado régimen, Musa Ibrahim.
Entretanto el frente de Sirte estaría tranquilo luego de que los rebeldes tuvieron que retirarse de sus posiciones del día anterior ante el intenso fuego enemigo y tras sufrir graves perdidas.
El 13 de septiembre los rebeldes suspendieron sus grandes operaciones militares en Bani Walid y dieron una nueva tregua de 48 horas (dos días) para permitir que los civiles que quedan en la ciudad puedan evacuarla, luego de que después de varios días de combates no hayan logrado conquistar totalmente la ciudad ante la encarnizada resistencia de los gadafistas. Desde el viernes 9 de septiembre que los rebeldes iniciaron su ofensiva en tenaza (dos frentes) sobre Bani Walid, los gadafistas han rechazado numerosos asaltos de las fuerzas del nuevo gobierno libio formado por los insurgentes.
Los rebeldes afirman que han ocupado la mitad norte de Bani Walid pero no han logrado avanzar más desde hace días; eso a pesar de que los rebeldes han recibido refuerzos y muchas armas que han sido abandonadas por los gadafistas. Ante esa situación los rebeldes han iniciado una campaña de propaganda entre los civiles para que abandonen la ciudad y así tener el terreno despejado para lanzar un ataque a gran escala dentro de dos días para doblegar a los defensores gadafistas; por su lado los civiles están acatando el llamado y saliendo en grandes cantidades de Bani Walid, que se ha convertido en una trampa mortal para la población civil atrapada en ella en medio del fuego cruzado. Mientras tanto la OTAN sigue bombardeando objetivos gadafistas, especialmente en Sirte y Sabha, destruyendo radares, misiles, baterías artilleras, tanques y otros vehículos blindados.
Los combates se reanudaron el 15 de septiembre pero dos días después, al 17 de septiembre, la situación sigue estancada y las sucesivas ofensivas de las fuerzas del nuevo gobierno formado por los rebeldes contra Bani Walid y Sirte han fracasado ante la poderosa y obstinada resistencia de las fuerzas gadafistas. En ambas ciudades los gadafistas resisten con artillería ligera y pesada, cohetes y el uso recurrente de los francotiradores; las fuerzas atacantes rebeldes a pesar de contar con muchos más hombres y una cantidad abundante de armamento son repelidas una y otra vez por la sólida defensa gadafista.
Algunos atribuyen el fracaso de los rebeldes a la falta de más tropas, de coordinación y de disciplina entre las diferentes brigadas rebeldes; y se cita como ejemplo el caso de una unidad rebelde que no oyó la orden de retirada y quedó atrapada y aislada dentro de Bani Walid por horas después de que las otras unidades atacantes se hubieran retirado. Eso ha generado descontento entre las filas rebeldes contra sus comandantes. En Bani Walid los gadafistas se valen de la complicada topografía del terreno para hacer un mejor uso de sus francotiradores y detener cualquier avance rebelde; además los combatientes rebeldes reportaron que los gadafistas derramaron petróleo por las empinadas calles de la ciudad para hacer aún más difícil el avance rebelde.
Mientras que en Sirte los gadafistas atacaron a las fuerzas rebeldes en varios barrios con artillería pesada y cohetes, y los rebeldes les respondieron con misiles Grad. La lucha en Sirte es prácticamente casa por casa, en una batalla terriblemente sangrienta; los gadafistas, acompañados de algunos civiles de Sirte que se les han unido, resisten desde los edificios con fusiles de asalto, baterías antiaéreas, cohetes y otras armas. Los rebeldes no han logrado casi progresos dentro de la ciudad, aunque sí lograron conquistar el aeropuerto en las afueras de la ciudad en la jornada pasada. La única victoria el 17 de septiembre fue la conquista por los rebeldes de la localidad costera de Herawa, a 60 kilómetros al este de Sirte, donde fueron recibidos con alegría por la población local que gritaba lemas contra Gadafi; pero el avance rebelde se detuvo allí de momento ante la resistencia gadafista, retrasando el objetivo de entrar a Sirte por el este para apoyar a las fuerzas rebeldes que entraron a ella desde el oeste el viernes 16 de septiembre, y que son las que están librando los encarnizados combates con los gadafistas.
La resistencia gadafista en Bani Walid y Sirte y el fracaso rebelde para doblegarla hacen prever que el final de la guerra se podría retrasar varios días. Entretanto los bombardeos de la OTAN contra objetivos gadafistas continúan, al tiempo que los gadafistas denuncian que un ataque de la OTAN habría matado a 354 civiles; una denuncia que no ha podido ser verificada por fuentes independientes.
El 21 de septiembre los rebeldes anunciaron que habían conquistado casi toda la ciudad sureña desértica de Sabha, que junto a Sirte y Bani Walid era de las últimas ciudades importantes en manos gadafistas; los portavoces rebeldes dijeron que toda la ciudad había caído en sus manos, excepto el distrito de al-Manshiya donde los gadafistas aún resistían, pero la ocupación de ese distrito era cuestión de poco tiempo.
También los rebeldes habrían tomado el 70% de la pequeña ciudad sureña de Waddan, que estaba igualmente en manos de los gadafistas. Entretanto la situación seguía estancada en Sirte y Bani Walid sin progresos importantes de los rebeldes y con la encarnizada resistencia gadafista en pie.

### Octubre. Asalto a los últimos reductos gadafistas, muerte de Gadafi y fin de la guerra
Luego de estar durante más de un mes sitiada, la ciudad de Bani Walid fue tomada el 17 de octubre en las últimas horas. Horas antes, se había logrado tomar el centro de la ciudad logrando alzar una bandera tricolor y el resto de la ciudad no tardó en caer.
Sirte, el último reducto gadafista en pie, fue finalmente tomada el día 20 de octubre. En la batalla, Muamar el Gadafi, fue capturado por los rebeldes y falleció por causas aún por determinar. Pronto aparecieron vídeos de Gadafi poco antes de su muerte y de su cadáver. La ONU ha demandado una investigación sobre su muerte pues, aunque el CNT asegura que murió a causa de sus heridas en un tiroteo, hay bastantes indicios que apuntan que fue asesinado por los soldados rebeldes que le custodiaron después de su detención. El hijo de Gadafi, Moatassem, también fue capturado y ejecutado. Saif al-Islam Gadhafi sigue vivo y es buscado por los rebeldes.

## La respuesta de la diplomacia a la prolongación del conflicto

### Mediación de la Unión Africana
La reunión presidencial del Consejo de Paz y Seguridad de la Unión Africana estableció, el 10 de marzo de 2011, un plan para poner fin a la guerra de Libia, y creó un Comité de Mediación, compuesto por cinco presidentes.
El Comité de la Unión Africana integrado por los presidentes de Mali, Amadou Toumani Touré; Sudáfrica, Jacob Zuma; República del Congo, Denis Sassou-Nguesso, y Mauritania, Mohamed Uld Abdelaziz, junto con el ministro ugandés de Asuntos Exteriores, Sam Kutesa, viajó a Trípoli el 11 de abril en un intento de mediación para poner fin al sangriento conflicto. El plan para poner fin a la guerra, aceptado por el coronel libio Muamar el Gadafi, estipulaba una declaración de alto el fuego, la apertura de un corredor de ayuda humanitaria y el establecimiento de vías de diálogo para favorecer una transición pacífica, pero fue rechazado por los rebeldes un día después en Bengasi, donde la delegación africana, sin el líder sudafricano, fue recibida por un grupo de manifestantes contrarios a cualquier solución que no fuese precedida por la salida del país del mandatario. El secretario general de la OTAN, Anders Fogh Rasmussen, acogió también con reservas el plan de la UA, poniendo en duda la voluntad de Gadafi de llegar a un alto el fuego real, al tiempo que su ejército intensificaba los bombardeos sobre la asediada Misurata.
El presidente de Sudáfrica, Jacob Zuma, visitó al líder libio, Muamar el Gadafi, para buscar una solución negociada al conflicto armado, llegando a Trípoli el 30 de mayo donde fue recibido por un grupo de niños que coreaba: “Queremos a Gadafi” mientras ondeaban banderas verdes y fotografías del líder. El Comité de Mediación volvió a reunirse en Pretoria el 26 de junio de 2011 donde insistió en sus esfuerzos pacificadores y elaboró una hoja de ruta más detallada con nuevas recomendaciones para poner fin al conflicto.

### Reuniones del "Grupo de Contacto" y de las potencias emergentes
El llamado Grupo de Contacto formado por los ministros de exteriores de los países miembros de la coalición reunido en Doha, Catar, el 13 de abril, instó a Gadafi a abandonar el poder y abrió la puerta a facilitar apoyo económico al Consejo Nacional de Transición. Entre los aliados surgieron diferencias, sin embargo, sobre la intensificación de los bombardeos y sobre la posibilidad de facilitar armamento a los rebeldes, una posibilidad que para algunos de los Estados miembros sería contraria al embargo de armas decretado por la ONU.
El 14 de abril, mientras los ministros de exteriores de la OTAN se reunían en Berlín para tratar de resolver las diferencias surgidas entre los aliados sobre la conveniencia de intensificar los bombardeos, los líderes de las "potencias emergentes" -China, Rusia, India, Brasil y Sudáfrica- reunidos en China, al tiempo que criticaban la actuación de la OTAN hicieron un nuevo llamamiento a poner fin a la guerra civil y buscar un arreglo pacífico al conflicto.

## Posición de las tribus

Mapa de la composición étnica y tribal de Libia.

En Libia hay alrededor de 140 clanes tribales. Aunque algunos libios consideran la persistencia del tribalismo como un obstáculo a la movilidad social, la igualdad de oportunidades y el desarrollo de la sociedad civil, lo cierto es que muchos libios siguen identificándose como pertenecientes a una tribu. Los principales grupos tribales se ubican de la siguiente forma:
- Tripolitania: Warfalla, Awlad Busayf, Al-Zintan, Al-Rijban.
- Cirenaica: Al-Awagir, Al-Abaydat, Drasa, Al-Barasa, Al-Fawakhir, Al-Zuwayya, Al-Majabra.
- Sirte: Al-Qaddadfa, Al-Magarha, Al-Magharba, Al-Riyyah, Al-Haraba, Al-Zuwaid, Al-Guwaid.
- Fezzan: Al-Hutman, Al-Hassawna; Tubu, Tuareg.
- Al-Kufra: Al-Zuwayya; Tubu.

Pese a que Gadafi siempre favoreció la división entre las diferentes tribus de Libia, el 23 de febrero se produjo una reunión de los líderes tribales en Al Bayda con la presencia de Mustafa Abdel Jalil, exministro de Justicia. Según el exministro del Interior, Abdul Fatah Yunis, como consecuencia de esta reunión la mayoría de las tribus se unieron en oposición a Gadafi.
Esta es la posición de las tribus principales:
- A favor de los opositores:[333]
  - Al-Zawiya (o Zuwayya): Es la mayor tribu de la región de Cirenaica, al este de Libia, y la primera tribu en tomar partido a favor de la insurgencia. El líder de la tribu, Shaikh Faraj al Zuway, amenazó con detener el flujo de petróleo si Gadafi no dejaba de matar a los manifestantes.
  - Migraha: El 21 de febrero la tribu anunció que retiraba su apoyo al régimen de Gadafi.

Mapa de la zonas habitas por la tribu Tuareg.

- - Al-Zintan: se sitúa entre las ciudades de Jado y Yefren, a poca distancia de Trípoli. Su portavoz se dirigió a los seguidores de Gadafi en los siguientes términos: "Pedimos también a los fieles del régimen corrupto, que son pocos, que se unan a esta revolución para que no dejen pasar la oportunidad de ser perdonados".[334]

- A favor de Gadafi:
  - Warfalla (o Warfallah): Compuesta de 52 clanes, es el grupo tribal más numeroso de Libia, con un 15% de la población, una parte de ella abrazó la revuelta, mientras que el resto se mantuvo fiel al antiguo régimen y resistió en los oasis meridionales de Bani Walid, Sabha y Jufrah, y la ciudad costera de Sirte, cuna de Gadafi.[335] Los Warfalla forman parte de la resistencia en Bani Walid, ubicada al noroeste de Libia, contra las fuerzas del Consejo Nacional de Transición (CNT) y de la Organización del Tratado para el Atlántico Norte (Otan).[336]
  - Qadhadhfa, (o Qadafa, o Qadhafa): Situada en Sirte, es la tribu a la que perteneció Gadafi. Esta tribu ganó protagonismo en 1969 al deponer al rey Idris de Libia. También es la tribu de los pilotos que desertaron a Malta, lo que podría indicar que no hubo una posición común dentro de la misma.
  - Al-Magarha (o Magariha): es la segunda mayor tribu después de la Warfalla. Después de la tribu Qadhafa, fue la que tuvo los lazos más fuertes con el régimen de Gadafi. Muchos de sus miembros están en puestos sensibles incluso en los servicios de seguridad. Sin embargo, parece que muchos jóvenes Magariha se unieron a la revuelta. La propia tribu no se pronunció. Al Magariha es tradicionalmente muy afín a la tribu de Al Zintan, que fue de las primeras en unirse a la revuelta tomando el control de Zintan.
  - Tuareg:Su población es +1.200.000, los tuaregs apoyaron tradicionalmente a Gadafi en agradecimiento por el respaldo que su régimen otorgó a los alzamientos armados contra los gobiernos de Malí y Níger, en la década de los setenta, y por permitirles asentarse posteriormente en el sur de Libia.[337]
  - Tubu: Son un grupo étnico que vive principalmente en el norte de Chad, pero también en Libia, Níger y Sudán. Informaciones apuntan a que los clanes de nómadas negros del sur del Sahara de la etnia Tubú acordaron apoyar a Gadafi y luchar por limpiar de rebeldes en sus amplias zonas de influencia. La noticia no fue extraña ya que el régimen de Gadafi apoyó movimientos de liberación tubú como el Movimiento por la Democracia y la Justicia en Chad y las Fuerzas Armadas Revolucionarias del Sahara (FARS).[338]

## Situación de ciudadanos extranjeros y campos de refugiados

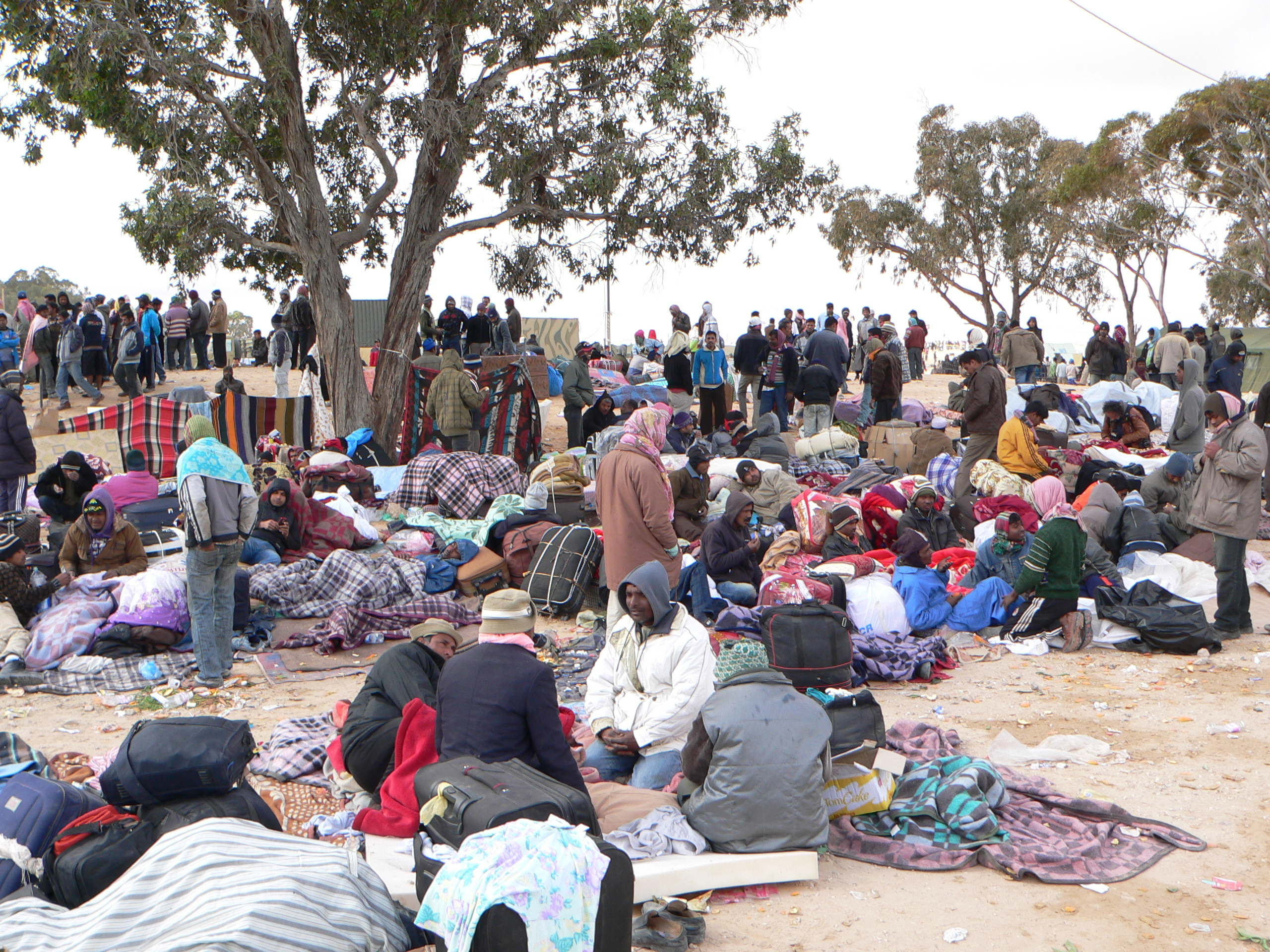
Campo de refugiados en Túnez.

Muchos ciudadanos extranjeros han pedido ser evacuados de Libia por sus respectivos gobiernos, los aeropuertos están colapsados, en su mayoría son aviones militares los que sacan a los extranjeros del país debido a que el gobierno libio ha cerrado su espacio aéreo dificultando la salida de extranjeros. Antes de la crisis había 10 000 turcos, 300 españoles, 70 venezolanos, 60 argentinos, 22 colombianos y muchos ciudadanos de otros países que comenzaron a salir del país.
La situación en la frontera de Libia con Túnez alcanzaba un punto extremadamente crítico debido a las oleadas de refugiados que huyen de la lucha sangrienta que se desataba en Libia.
Han sido evacuados muchos ciudadanos con la ayuda de los países cercanos de la Unión Europea hacia sus países de origen y se ha distribuido también ayuda humanitaria a los refugiados, aunque no paran de llegar refugiados a los campamentos situados en Egipto y Túnez.
El 29 de agosto, Jean Ping, presidente de la Unión Africana denuncia el matanzas de negros por parte de miembros de CNT, con la excusa de ser mercenarios.

## Reacción internacional

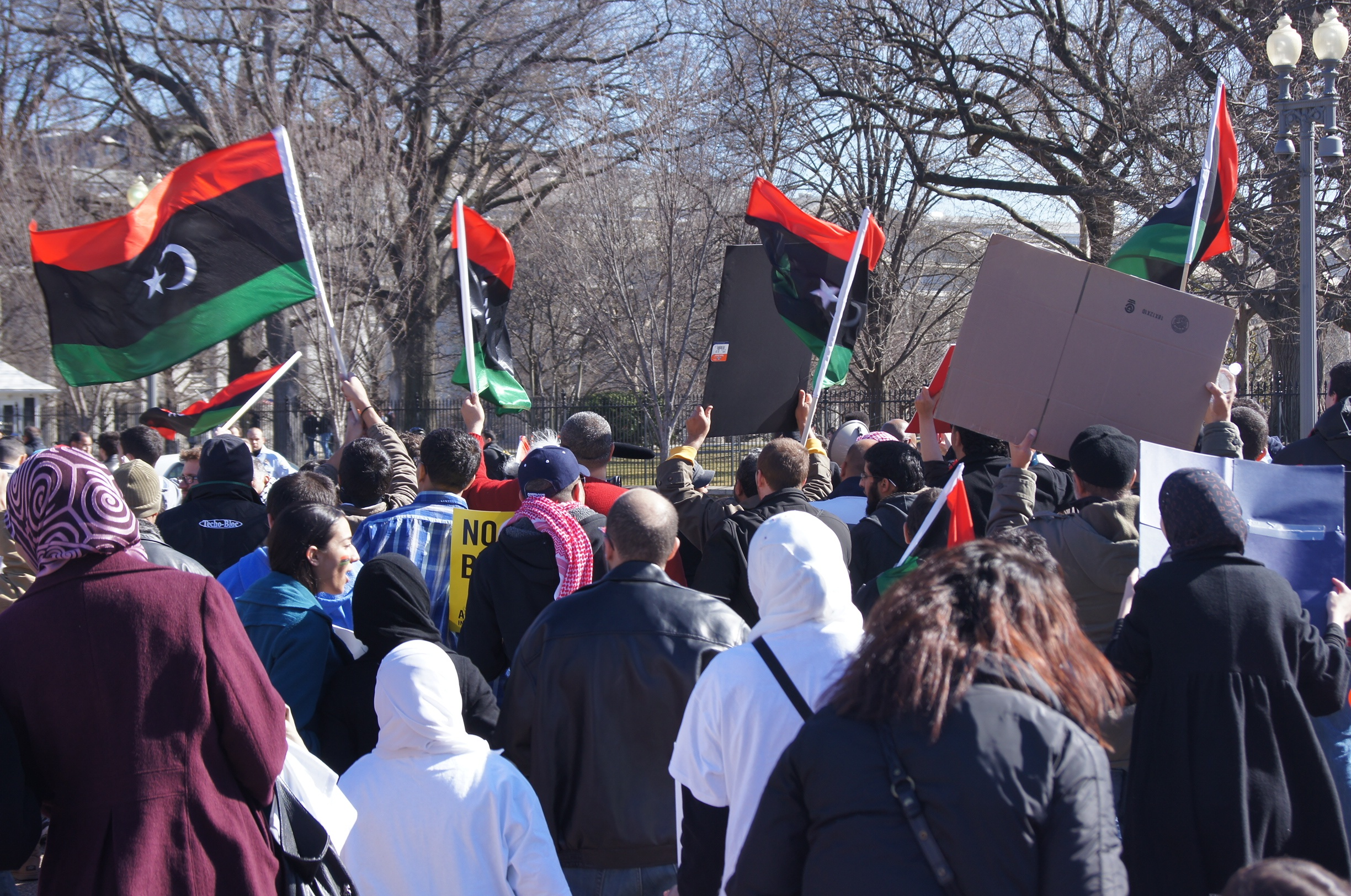
Manifestación de protesta en la plaza Franklin McPherson de Washington D. C. el 19 de febrero.

La mayoría de los estados y organismos supranacionales han condenado los bombardeos de Libia en contra de objetivos civiles en las ciudades más importantes del país, como la Liga Árabe, la Unión Europea, Naciones Unidas, Francia, España, Israel, Kuwait, Catar, Emiratos Árabes Unidos, Botsuana, Mozambique, Sudáfrica, Argentina, Canadá, Chile, Colombia, Perú, Estados Unidos Uruguay Irán, Japón, India, Indonesia Alemania, Bélgica Dinamarca, Finlandia, Islandia, Luxemburgo, Rusia, Reino Unido, Eslovenia México y Australia.
También el expresidente del Gobierno de España y presidente de la Fundación para el Análisis y los Estudios Sociales FAES, José María Aznar, del que se considera que tiene "amistad" con Gadafi porque siendo presidente fue invitado a su jaima personal y recibió regalos del líder libio, celebró como una "buena noticia" que las nuevas tecnologías faciliten "un poder desconocido hasta ahora" a las sociedades que viven oprimidas por regímenes autoritarios. Y añadió que "En el norte de África y en Oriente Medio, vemos el hartazgo de las poblaciones con las autocracias", constatando además que "algunas han caído" y que otros, "se aferran al poder con la brutal represión". Posteriormente criticó la intervención de la OTAN en Libia como hipócrita y calificó a Gadafi como "amigo de occidente".
También hubo varias protestas de solidaridad en otros países que fueron compuestas en su mayoría de los expatriados libios. Los mercados financieros de todo el mundo tuvieron reacciones adversas a la inestabilidad de los precios del petróleo a un máximo de dos años y medio.
Sin embargo hubo notables excepciones o reticencias entre aquellos estados con gobiernos de izquierda que mantienen alianzas y simpatías ideológicas con el estado socialista o Yamahiriya del coronel Gadaffi, estos son: Zimbabue, Cuba, Nicaragua y Venezuela.
El ex Presidente del Gobierno de España, José Luis Rodríguez Zapatero, del que se considera que tuvo "amistad" con el líder libio porque fue recibido varias veces por este en su jaima, y cuyo gobierno ha vendido armas al régimen libio por valor de 10,7 millones de euros desde 2005, el 18 de marzo en presencia del secretario general de la ONU Ban Ki-moon, presente en Madrid, afirmó que España, tras la aprobación de la zona de exclusión aérea el día anterior, participará en esta y exigió un alto el fuego a Gadafi. La participación española en la zona de exclusión aérea y el bloqueo naval acordada por el gobierno fue ratificada por el Congreso de los Diputados el 22 de marzo con solo tres votos en contra, dos del Bloque Nacionalista Galego y uno de Izquierda Unida, y el respaldo de todos los restantes grupos políticos presentes en la cámara.

### Organismos internacionales
- Organización de las Naciones Unidas: hizo una estimación de muertos civiles a manos del régimen y solicitó una investigación internacional sobre la violenta represión. El 26 de febrero de 2011 se emite la Resolución 1970 del Consejo de Seguridad de las Naciones Unidas advirtiendo a Muamar el Gadafi que la represión en Libia podría considerarse como crímenes de lesa humanidad e impone sanciones al gobierno y sus dirigentes. El 17 de marzo de 2011 la Resolución 1973 del Consejo de Seguridad de las Naciones Unidas promovida por Líbano en nombre de la Liga Árabe, Francia y el Reino Unido, declaró el establecimiento de una zona de exclusión aérea y el uso de «todas las medidas que sean necesarias» para proteger a la población civil de Libia, excluida la intervención por tierra. China, Rusia, Alemania, India y Brasil reticentes a la intervención se abstuvieron en la votación.[77] El 16 de septiembre la asamblea general reconoció al Consejo Nacional de Transición como el legítimo representante de Libia.[389]
- Unión Europea: La UE es el principal exportador de armas a Libia, ya que en 2009 concedió licencias para exportar hasta 343 millones de euros en armas al régimen de Gadafi, incluyendo aeronaves de asalto y aviones militares por valor de 107 millones de euros, venta de material de interceptación electrónica, lanza proyectiles, 367 rifles para francotiradores, 22.000 granadas, y material asociado.[390] Durante el conflicto emitió sanciones contra el régimen de Gadafi.[391]
- Unión Africana: La Unión Africana instó a Gadaffi a que cese la violencia.
- Liga Árabe: Amr Moussa, Secretario General de la Liga Árabe, emitió una resolución contra la violencia con que han sido tratadas las protestas. El 22 de febrero la Liga Árabe decidió suspender de todas sus reuniones a Libia, hasta que este país resolviera los requerimientos de la organización.[392] El 12 de marzo los ministros de asuntos exteriores de la Liga Árabe solicitaron a la ONU la imposición de una zona de exclusión aérea en Libia "como una medida preventiva y no militar" y reconocieron al mando rebelde libio del CNT como interlocutor.[76]
- ALBA: Los ministros de asuntos exteriores del organismo interestatal latinoamericano, expresan el respaldo de sus gobiernos a la iniciativa del Presidente de Venezuela, Hugo Chávez, de crear una comisión internacional para buscar una solución negociada y pacífica al conflicto interno de Libia que no incluya la salida del poder de Gadafi.[393]
- Interpol: La policía internacional hace una alerta naranja tras Gadafi por planear ataques o estar envuelto en ataques, incluido bombardeos aéreos en zonas pobladas, como consecuencia de las resoluciones de las Naciones Unidas que le han cancelado cualquier tipo de viaje al exterior y han congelado su cuenta de ahorros alegando que el coronel es perjudicial para los ciudadanos de Libia y cualquier país del extranjero.[394]

### Gobiernos
- Argentina: El gobierno argentino previamente no hizo comentarios sobre la situación en Libia, pero el 24 de febrero anunció que se encuentra «profundamente preocupado por las graves violaciones a los derechos humanos en Libia» y apoyó la convocatoria de una sesión especial en el Consejo de Derechos Humanos de las Naciones Unidas en Ginebra.[395]
- Bolivia: El gobierno boliviano rechazó rotunda e inminentemente una intervención militar y política en Libia por parte de los Estados Unidos y sus aliados europeos para derrocar al gobierno de Muamar el Gadafi.El gobierno boliviano recalcó que Estados Unidos solo quiere tener un dominio geopolítico en la zona y el control del petróleo de Libia.[396]
- Canadá: Envió aviones militares a Trípoli en busca de sus ciudadanos. Un avión C-17A aterrizó en Trípoli sin autorización debido a la falta de cooperación de las autoridades libias y luego rescató a varios ciudadanos australianos, británicos y canadienses, entre ellos el embajador y una parte del cuerpo diplomático canadiense que se encontraba en Trípoli. De esta forma, Ottawa manifiesta que cortó toda relación diplomática con el gobierno libio.[397]
- China: El gobierno chino se opuso desde el principio a la intervención extranjera en Libia. El 22 de marzo, la portavoz del Ministerio de Asuntos Exteriores de China rechazó la intervención militar en Libia y pidió un alto al fuego con carácter inmediato, declarando: "Llamamos nuevamente a las partes implicadas a un inmediato alto al fuego para resolver la cuestión de Libia de forma pacífica" añadiendo que China está "muy preocupada por las noticias de víctimas civiles en los ataques de las fuerzas multinacionales".[398]
- Colombia: Apoyó las medidas de exclusión aérea en Libia. El presidente Juan Manuel Santos señaló que la población "está siendo masacrada por el Gobierno libio", y dijo que con esta medida se protege a los civiles.[399]
- Cuba: Rechazó ante el Consejo de Derechos Humanos de las Naciones Unidas cualquier maniobra que favorezca una intervención militar extranjera en Libia y reiteró pedir calma a las autoridades del país.[400]
- Ecuador: El gobierno de Ecuador condenó desde el 25 de febrero los actos de violencia en Libia - antes se abstuvo de comentarios - a pesar de las buenas relaciones del gobierno de Rafael Correa con Libia y la admiración personal del presidente ecuatoriano hacia el coronel Gadaffi,[401][402] pero alertó por medio de su cancillería sobre "el riesgo de instrumentalización política del Sistema de Naciones Unidas, y particularmente del Consejo de Derechos Humanos" y calificó de inaceptable la posibilidad de una intervención extranjera como la ocurrida en Irak.[403]
- España: El 20 de febrero España suspendió la venta de armas a Libia, revocando las dos licencias concedidas el año anterior. El gabinete de crisis se reunió para analizar la represión de las revueltas y acordó además enviar un avión para proceder a la evacuación de los españoles que desearan abandonar el país.[404] El gobierno de España se vio obligado a reducir la velocidad en las autopistas a 110 km/h[405] debido a la subida del barril de petróleo como consecuencia de la inestabilidad en los países árabes, en especial de Libia, que suministra el 13% del petróleo que consume el país diariamente, siendo el tercer proveedor petrolífero de España.[406]
- Estados Unidos: El presidente Barack Obama inicialmente condenó la violencia pero no hizo ninguna alusión a la dimisión de Gadafi.[407] El 25 de febrero, el Gobierno de EE. UU. anunció que impondría sanciones unilaterales contra Libia, y buscará coordinar sanciones internacionales. Entre las medidas que se estudiaron para hacer que el régimen de Gadafi "rinda cuentas", se incluyen la imposición de un embargo de armamento y la congelación de fondos de Libia ante el uso de la violencia por parte del régimen de Muamar el Gadafi.[408] El 28 de febrero Estados Unidos moviliza tropas en torno a Libia y el pentágono asegura tener "a varios planificadores trabajando y distintos planes de contingencia", mientras Hillary Clinton no descarta una posible invasión: "Seguimos explorando todas las acciones posibles. Nada está excluido de la mesa".[409]
- Francia: Francia, que en 2007 vendió a Gadafi misiles por valor de 168 millones de euros y un sistema de comunicación por radio por valor de 128 millones de euros,[410] solicitó ante el consejo de seguridad de la ONU, junto al Reino Unido, "un embargo de armas, sanciones y el recurso a la Corte Penal Internacional" y que se juzgue a Gadafi por crímenes contra la humanidad.[411] El 10 de marzo, Francia reconoció al Consejo Nacional de Transición como el gobierno oficial de Libia.[412] El 17 de marzo de 2011 Francia advierte que intervendrá en el conflicto después de la resolución de la ONU del día anterior.
- Italia: El 23 de febrero el ministro de asuntos exteriores italiano, Franco Frattini, dio credibilidad a la cifra de 1000 muertos en Libia y calificó la situación de "guerra civil" y alertó de la llegada de 300.000 inmigrantes desde Libia. Paralelamente, desde el 21 de febrero las acciones que posee Gadafi en empresas italianas como, el equipo de fútbol Juventus de Turín, la petrolera ENI y varias constructoras que realizan infraestructuras en Libia produjeron caídas considerables y el gaseoducto Greenstream, que proporciona gas natural a Italia desde Libia fue cerrado.[413] El 26 de febrero Italia suspendió el tratado de amistad firmado el 29 de agosto de 2008 entre el presidente Italiano Silvio Berlusconi y Gadafi en la ciudad libia de Bengasi, que contiene acuerdos de cooperación en la lucha contra la inmigración irregular con una intensificación en los controles en las costas libias.[414]
- México: La Secretaría de Relaciones Exteriores expresó su preocupación sobre la situación en el país africano y llamó al gobierno libio a "detener de manera inmediata las violaciones graves y masivas a los derechos humanos de la población civil". Asimismo, ha exhortado a Libia a acatar los términos de las resoluciones del Consejo de Seguridad de las Naciones Unidas.[415]
- Nicaragua: Daniel Ortega, presidente de Nicaragua, ha mostrado su apoyo frontal a Gadafi en caso de darse una guerra civil,[98] opinando que Libia es víctima de una "arremetida mediática feroz" por su petróleo, "donde hablan de bombardeos y no se ven los bombardeos. No hemos visto un solo avión disparando sobre la población, pero la campaña es feroz."[416] En un discurso proclamado el 29 de abril del 2011, Daniel Ortega catalogó a la boda real de Kate Middleton y el Príncipe Guillermo como "una ofensa", ya que la realeza británica "tiene todos sus símbolos y sus manos manchadas de sangre, porque se celebra la boda mientras están bombardeando a los pueblos allá en Libia"[417]
- Perú: El presidente Alan García suspendió las relaciones diplomáticas con Libia, para protestar por la violencia del líder libio Muamar Gadafi contra su pueblo.[418]
- Rusia: Durante el Consejo de Derechos Humanos de las Naciones Unidas, el ministro ruso de Asuntos Exteriores, Serguéi Lavrov, consideró inaceptable el uso de la fuerza militar contra la población civil en Libia, al mismo tiempo defendió que el pueblo debe resolver "sin injerencia" exterior las causas que han originado las revueltas populares.[419]
- Siria: El presidente sirio, Bashar al-Asad, ha rechazado cualquier intervención extranjera en Libia y llamó al pueblo libio para resistir cualquier amenaza y poner fin al conflicto. Siria fue el único país junto con Argelia que votó en contra de una solicitud de la Liga Árabe en el Consejo de Seguridad de la ONU para la imposición de una "zona de exclusión aérea" en Libia. Siria también ha dicho que está absolutamente en contra de la intervención de fuerzas militares extranjeras en Libia y de interferencias en este país. El Ministerio de Relaciones Exteriores sirio dijo: "Siria reitera su rechazo a toda forma de injerencia extranjera en los asuntos de Libia, ya que eso sería una violación de la soberanía de Libia, su independencia y la unidad de su tierra". Rebeldes libios alegan que mercenarios de Siria estaban volando aviones para el régimen libio, y que derribaron dos aviones de combate sirios.
- Venezuela: El presidente venezolano Hugo Chávez denunció lo que para el mandatario es una doble moral de la comunidad internacional y rechazó la injerencia extranjera en Libia y dijo que nadie está en capacidad de condenar las acciones de Gadaffi. Sentenció "Los que condenan de inmediato a Libia hacen mutis con los bombardeos del Estado de Israel sobre Falluyah, y los miles y miles de muertos incluyendo niños, mujeres, familias enteras; se quedan callados con el bombardeo y las masacres en Irak, en Afganistán, no tienen moral entonces para condenar a nadie".[420] Asimismo, el 24 de febrero, publicó "Vamos Canciller Nicolás: dales otra lección a esa ultraderecha pitiyanqui! Viva Libia y su Independencia! Gadafi enfrenta una guerra civil!!" en su cuenta de Twitter. Mientras su canciller Nicolás Maduro criticó el tratamiento internacional de la crisis, dice que la prensa es favorable a los opositores de Gadaffi y a los intereses de Occidente.[421]
- Zimbabue: El presidente Robert Mugabe envió tropas para defender a Gadafi.[422]

### Otras organizaciones

#### Medios de comunicación
TeleSUR, la cadena pública de televisión con aportes de diversos estados sudamericanos, con sede en Caracas (Venezuela), ha emitido reportes favorables a Gadaffi y a sus partidarios, inclusive ha dicho que es una mentira creada por las otras agencias internacionales de noticias que se hayan dado bombardeos de aviones militares, afirmando que no existía ninguna masacre en Libia y que la capital Trípoli se hallaba en paz, al contrario de los reportes de la mayoría de cadenas internacionales. Sin embargo, el 25 de febrero, el equipo de TeleSur que se encontraba en Trípoli pudo constatar los enfrentamientos en varios barrios de la capital y terminó siendo agredido por jóvenes no identificados y seguidamente amenazado, agredido y arrestado durante 4 horas y media por policías, quienes además les requisaron sus acreditaciones, así como el equipo de grabación, y todo ello pese a viajar en un vehículo diplomático venezolano, que también requisaron.

#### ONG
El 26 de febrero varias ONG con sede en España como Amnistía Internacional, Fundació per la Pau, Greenpeace e Intermón Oxfam, junto al Instituto de Estudios sobre Conflictos y Acción Humanitaria (IECAH), solicitaron al gobierno español que revisara "caso por caso" la venta de armas a países donde se producen violaciones de derechos humanos especialmente en el caso de Libia al que España vendió en el primer semestre de 2010 piezas de aeronaves militares por valor de 3,3 millones de euros y equipos de visión nocturna por otros 3,5 millones de euros. Previamente, España vendió en 2005 armas por valor de 10,7 millones de euros, en 2006 empresas españolas exportaron a Libia armas de cañón por valor de 25.953 euros y dos años después, en 2008 España vendió material clasificado como "bombas, torpedos o cohetes" por valor de más de 3 millones de euros.

#### Corte Penal Internacional
La Corte Penal Internacional anunció el 27 de junio que había dictado una orden de detención por crímenes contra la humanidad contra el jefe de Estado libio. Según Sanji Mmasenono Monageng, jueza de dicha Corte, habría motivos razonables para creer que Muamar el Gadafi con ayuda de personas de su círculo íntimo, diseñaron un plan para reprimir y castigar a la población que se había alzado en su contra. A solicitud del fiscal, Luis Moreno Ocampo, el hijo del coronel, Saif al Islam y Abdulhah al Sanussi, jefe de la inteligencia libia, quedaron comprendidos en la misma orden de arresto.